# MG Cars
MG je čínský výrobce automobilů. Původně britský, respektive anglický výrobce malých sportovních automobilů, založený Cecilem Kimberem ve 20. letech 20. století, jako MG Car Company Limited, byl po bankrotu v roce 2005 koupen čínskou společností a dnes je ve vlastnictví SAIC Motor Corporation Limited. Výroba posledních modelů v Evropě byla ukončena v roce 2016.
Písmena M a G pocházejí ze jména firmy „Morris Garages“ dealera automobilů značky Morris z anglického Oxfordu, které patřilo Williamu Morrisovi. Společnost MG byla známá především svými otevřenými dvoumístnými sportovními vozy, vyráběla také sedany a kupé s motory do tří litrů. V současné době se věnuje (kromě ve velmi malém počtu vyráběném elektrickém roadsteru MG Cyberster) klasické automobilové produkci a elektromobilům.

## Historie
V roce 1921 se uskutečnila schůzka Cecila Kimbera (1888-1944) s Williamem Richardem Morrisem. Majitel automobilové dílny v Oxfordu nabídl Kimberovi místo prodejce ve svém podniku. V roce 1922 se zde Kimber stal ředitelem.

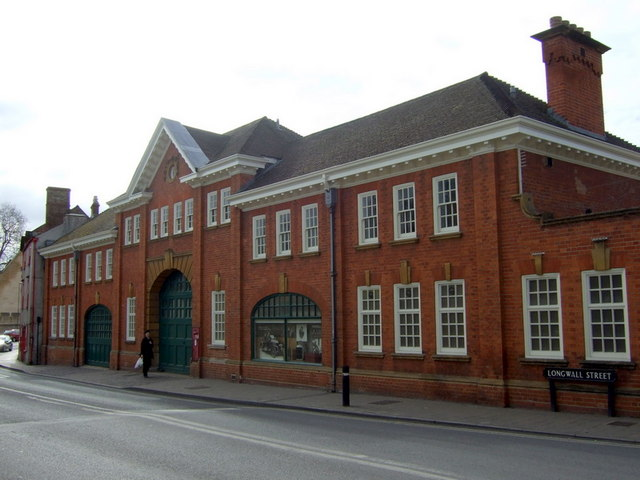
Dílna Morris Garage z roku 1910 na Longwall Street v Oxfordu

Ambiciozní Kimber postavil po pracovní době v rohu Morrisovy garáže speciální vůz na podvozku automobilu Morris Cowley. V roce 1923 s tímto vozem vyhrál v závodě London-Lands End Trial. Úspěch speciálu přinesl řadu objednávek.

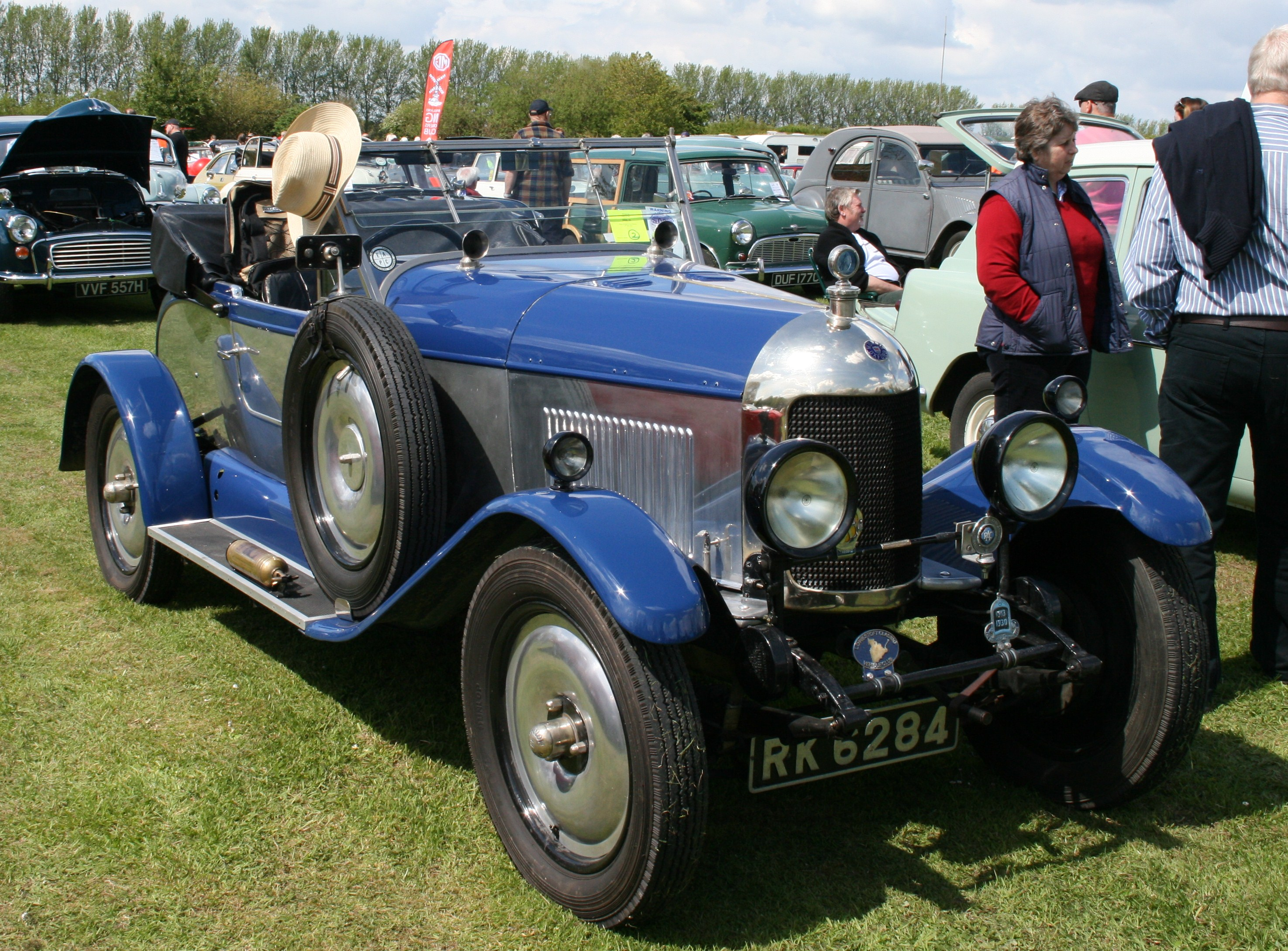
(Morris Oxford) MG 14/28 (RK 6284), 1926, otevřená dvoumístná varianta

Z Morrisovy dílny na oxfordské Alfred Lane mezitím vyjížděly další modely. Typ MG 14/28 se dodával jako otevřený dvoumístný vůz, uzavřený čtyřmístný automobil a malý sedan. Vozidla vyrobená do roku 1927 měla zakulacený chladič z Morrise Cowley, poté byla opatřena jeho plochou variantou.

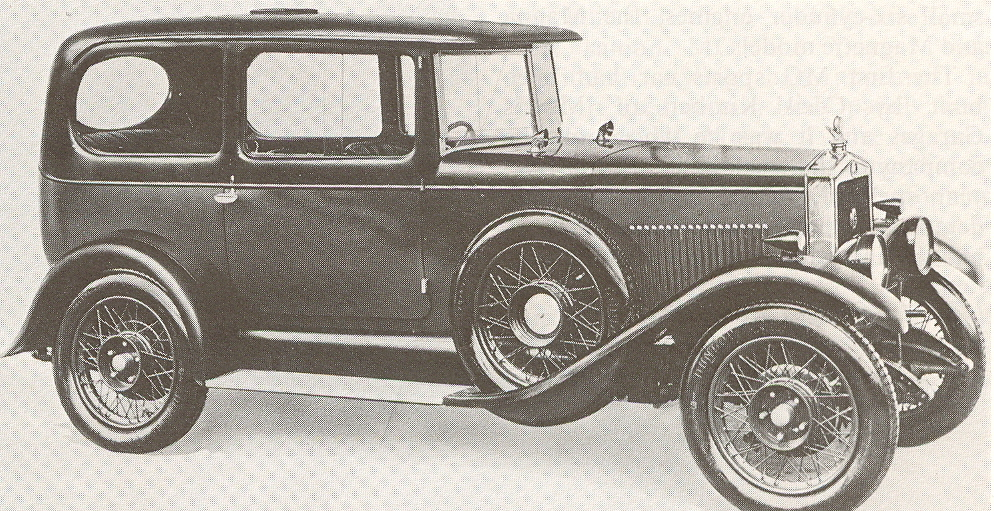
MG 14/40, 1927

V roce 1927 byla k dispozici zdokonalená úprava automobilu, označená jako typ MG 14/40. Motor z Morrise Oxford poskytoval nejvyšší výkon 25,7 kW (35 k) při 4000 ot./min.
Na podzim 1927 představila společnost Morris model Morris Six. Jeho motor měl šest válců, ventilový rozvod OHC, zdvihový objem 2468 cm³ a výkon 38,2 kW (52 k). Speciálně pro tento šestiválcový vůz zkonstruoval Kimber nový podvozek. Zrodil se tak automobil MG 18/80. Motor obdržel dva karburátory S.U. a v této úpravě poskytoval 58,8 kW (80 k). Prodáno bylo přibližně 750 exemplářů.
V roce 1930 byla zhotovena speciální závodní verze MG 18/100 Mark 3 Tigress, kterých bylo vyrobeno pouze pět. Na aukci v roce 1997 byl jeden z nich vydražen za 111 500 £. Tato částka by v roce 1930 stačila k odkoupení celé továrny MG.

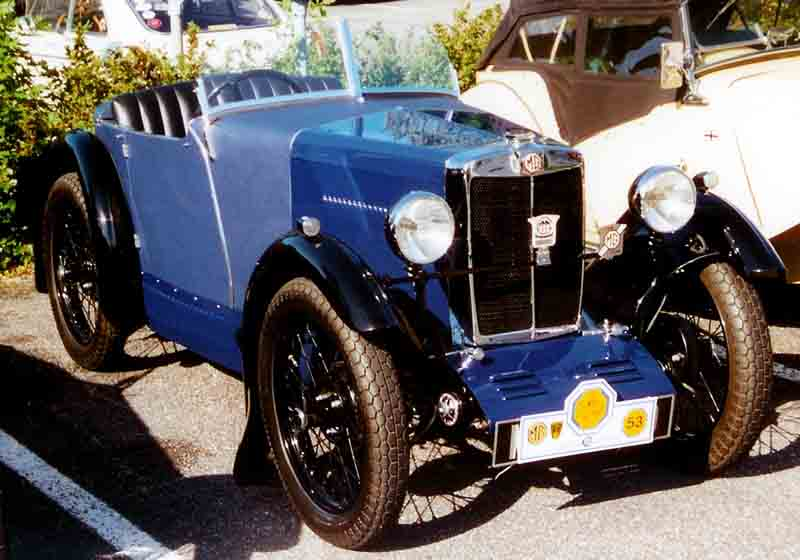
MG M-Type Midget, 1929

Z automobilu Morris Minor z roku 1929 byl odvozen miniaturní sportovní automobil MG M-Type Midget. Jeho čtyřválec OHC měl zdvihový objem 847 cm³ a poskytoval výkon 14,7 kW (20 k) při 4000 ot./min. Vozidlo bylo určeno k přepravě dvou cestujících a na trhu bylo k dispozici jako kabriolet, nebo kupé. Karoserie prvních Midgetů byla zhotovena z překližky pokryté koženkou, zákazníci však mohli brzy volit také ocelovou karoserii. Do roku 1932 jej zakoupilo 3235 zákazníků.

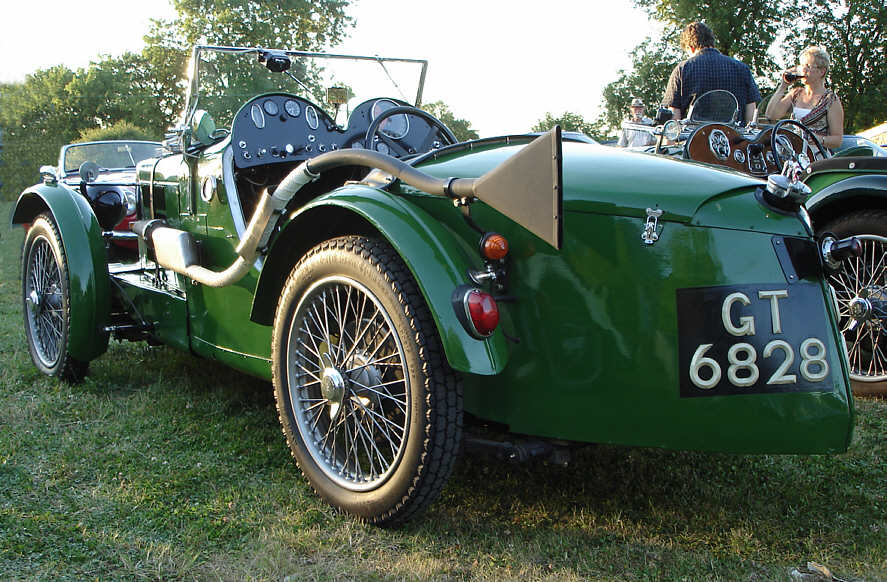
MG C-Type (GT 6828)

V roce 1931 byl na trh uveden MG C-Type Montlhéry Midget pro závody vyšších kubatur. Motor zdvihového objemu 746 cm³ zajišťoval nejvyšší výkon 32,4 kW (44 k) při 6400 ot./min. Výkon bylo možné zvýšit přidáním kompresoru. Všech 44 vozidel C-Type mělo otevřenou dvoumístnou karoserii.

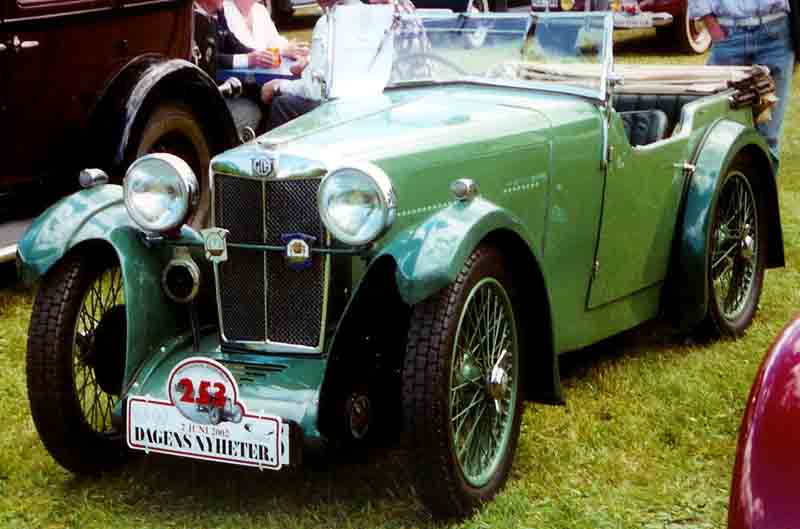
MG D-Type, 1932

Na londýnském autosalonu v roce 1931 Kimber představil dva nové typy. Vůz označený jako MG D-Type byl čtyřmístnou verzí provedení M-Type, dodávanou s otevřenou, nebo uzavřenou karoserií. MG F-Type Magna poháněl šestiválcový motor a dodával se s otevřenou dvoumístnou, nebo čtyřmístnou karoserií, či jako čtyřmístné kupé. Za dva roky se prodal v počtu 1250 kusů.

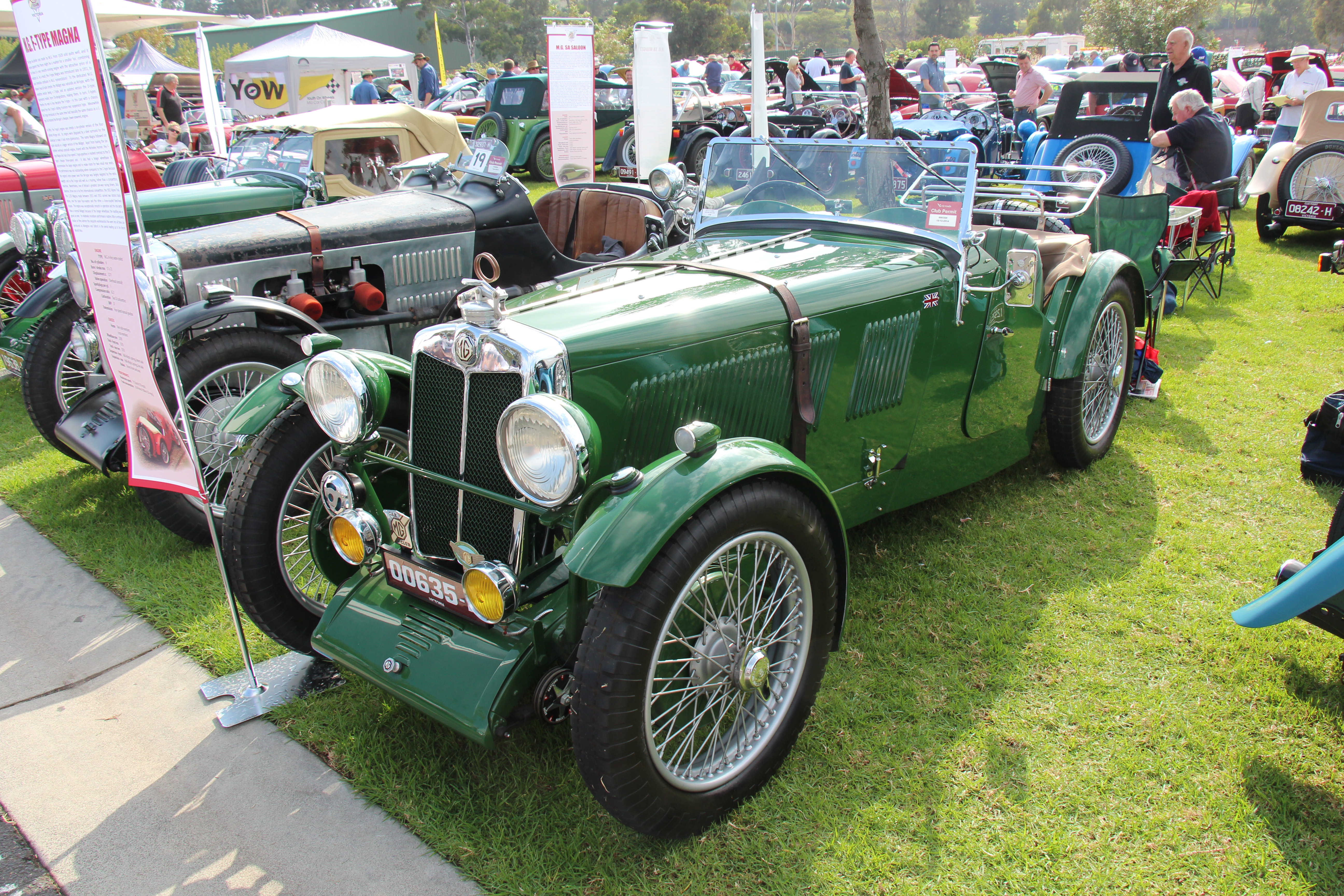
MG F-Type Magna, 1931

V létě 1932 uvedla společnost MG karoserii, která setrvala ve výrobě do 50. let 20. století. Tvořila součást automobilu MG J-Type Midget, který byl rozeznatelný podle vykrojených dveří a náhradního kola, připevněného k palivové nádrži pomocí popruhů. Pohon zajišťoval zdokonalený motor z vozu M-Type. Jeho zdvihový objem 847 cm³ nyní podával výkon 26,5 kW (36 k) při 5500 ot./min. Zákazníci měli na výběr čtyři varianty. Model J-1 měl čtyři sedadla a otevřenou, nebo uzavřenou karoserii. J-2 byl vyráběn výhradně jako otevřený dvoumístný vůz, J-3 byl shodný s modelem J-2, avšak s přeplňovaným motorem. J-4 byl určen speciálně pro závodění. Jeho přeplňovaný motor zajišťoval nejvyšší výkon 53 kW (72 k) při 6000 ot./min.

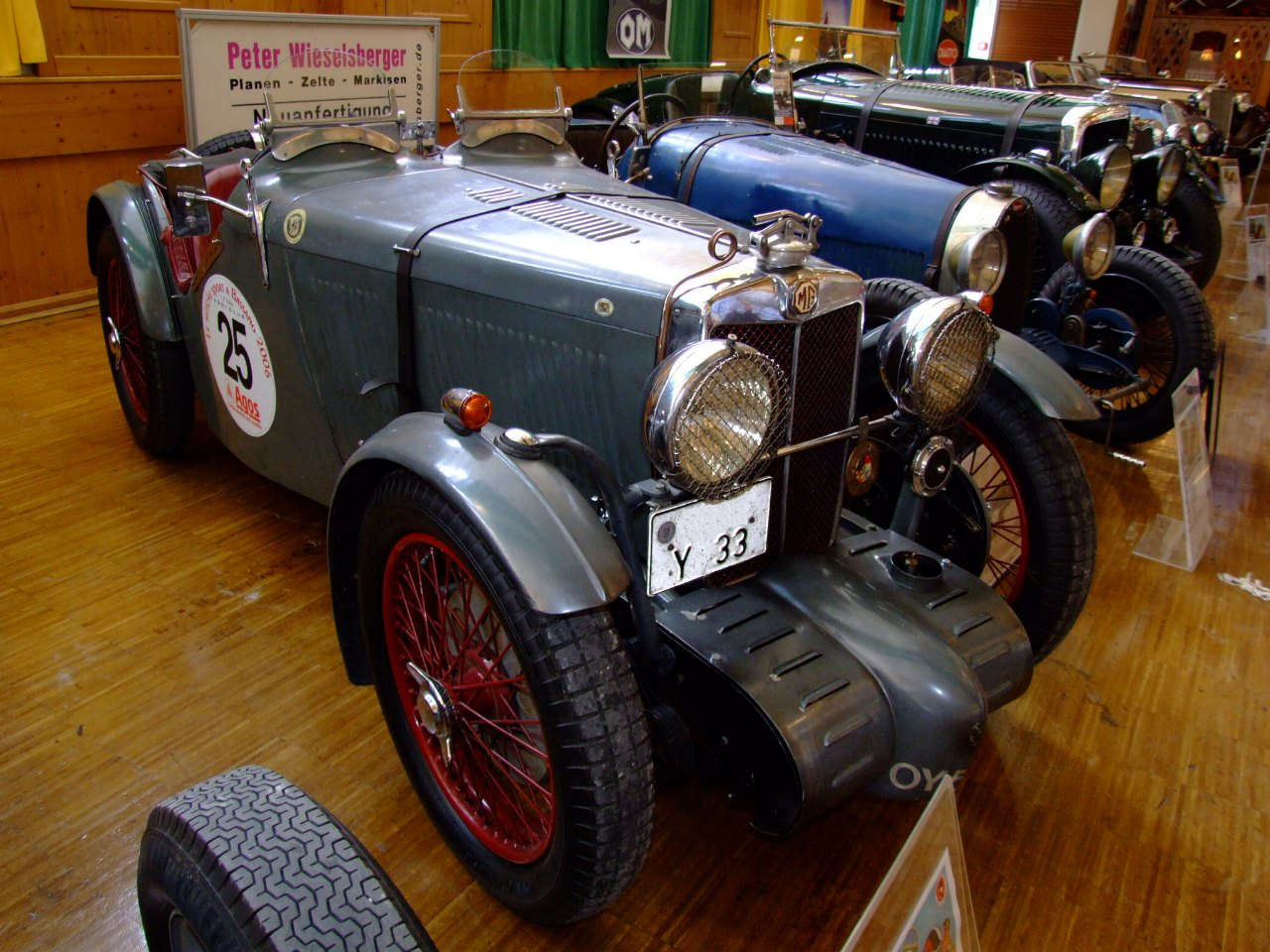
MG J-4, 1933

Na jaře 1933 byl současně s provedením J-4 představen další závodní model, MG K-Type Magnette. Dodával se s různými podvozky. Na krátkém šasi byl usazen kabriolet, zatímco podvozek s dlouhým rozvorem náprav sloužil jako základ pro čtyřmístný sedan, nebo cestovní automobil. K dispozici byl šestiválcový motor se třemi různými zdvihovými objemy od 1087 do 1286 cm³. Model K-3 byl závodní speciál s motorem 1087 cm³, který s kompresorem poskytoval nejvyšší výkon 88,3 kW (120 k) při 6500 ot./min.

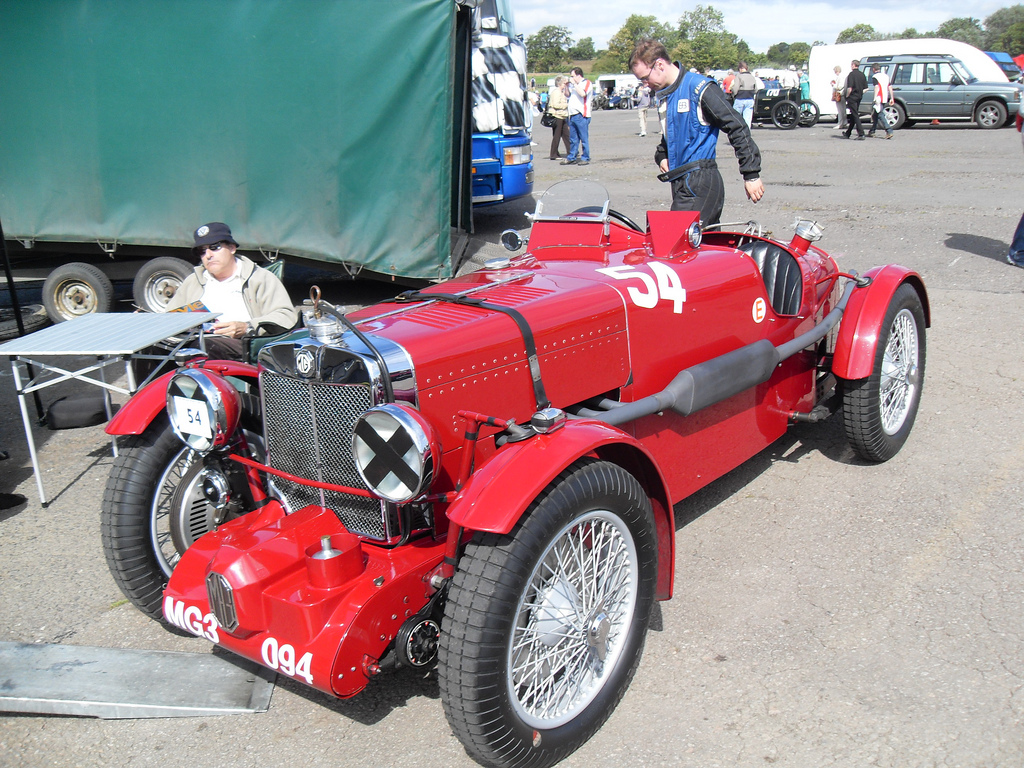
MG K-3

V roce 1933 se nástupcem vozu F-Type Magna stal model MG L-Type. Za pohon byl vybrán spolehlivý šestiválec z K-Type Magnette, který navzdory menšímu zdvihovému objemu 1087 cm³ dosahoval maximálního výkonu 30,2 kW (41 k) při 5500 ot./min. Nejprodávanější byla otevřená varianta, o provedení Saloon nebo Continental Coupé byl podstatně menší zájem. Kupé se prodalo pouze 100 kusů.

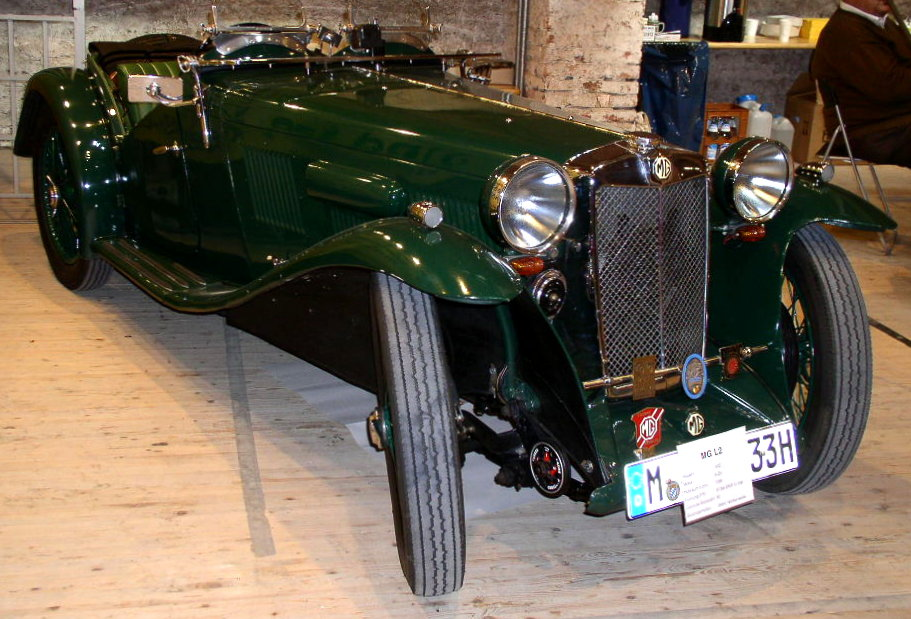
MG L-Type, 1933

V roce 1934 ve výrobě následovaly vozy MG N-Type a MG P-Type (za dva roky prodáno 2500 kusů), který nahradil J-Type. Měl tužší podvozek a lepší brzdy. Motor modelu MG PA dokázal z nízkého objemu válců 847 cm³ nadále vytěžit jen 26,5 kW (36 k). V roce 1935 byl proto na trh uveden model MG PB s výkonnější pohonnou jednotkou o objemu 939 cm³ a výkonu 31.6 kW (43 k).

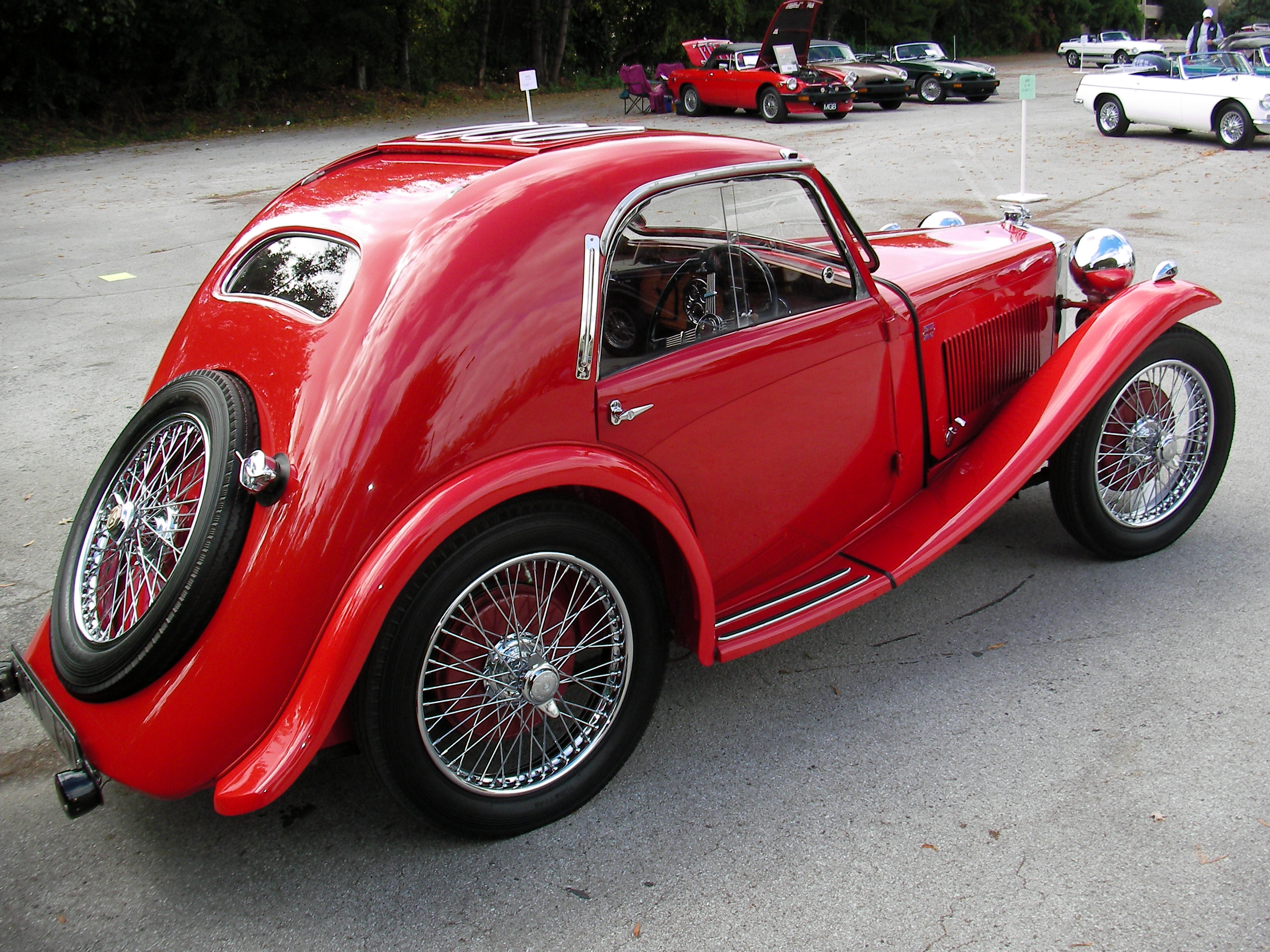
MG PA-Type Airline Coupe

V červenci 1935 W. Morris prodává M.G. Car Company a Wolseley Motor Ltd. společnosti Morris Company Ltd. Na základě příkazu tehdejšího ředitele Leonarda Lorda se v roce 1936 představil automobil MG SA-Type. Dodával se jako limuzína nebo cestovní vůz. Ve většině případů opouštěl továrnu v podvozkové úpravě, pro kterou specializované karosářské firmy zhotovovaly své karoserie. Jejich šestiválce zdvihového objemu 2288 cm³ a později 2322 cm³ měly ventily v hlavě válců prakticky bez vačkových hřídelí. Měly hydraulické brzdy a pozdější modely byly vybaveny synchronizací třetího a čtvrtého převodového stupně. Do zahájení II. světové války bylo prodáno cca 700 MG SA. Úpravou rozměrů rozvoru se vyráběly větší či menší modifikace nazývané MG VA, nebo MG WA. Větší WA byl poháněn šestiválcem zdvihového objemu 2562 cm³ o výkonu 73,6 kW (100 k) při 4400 ot./min.

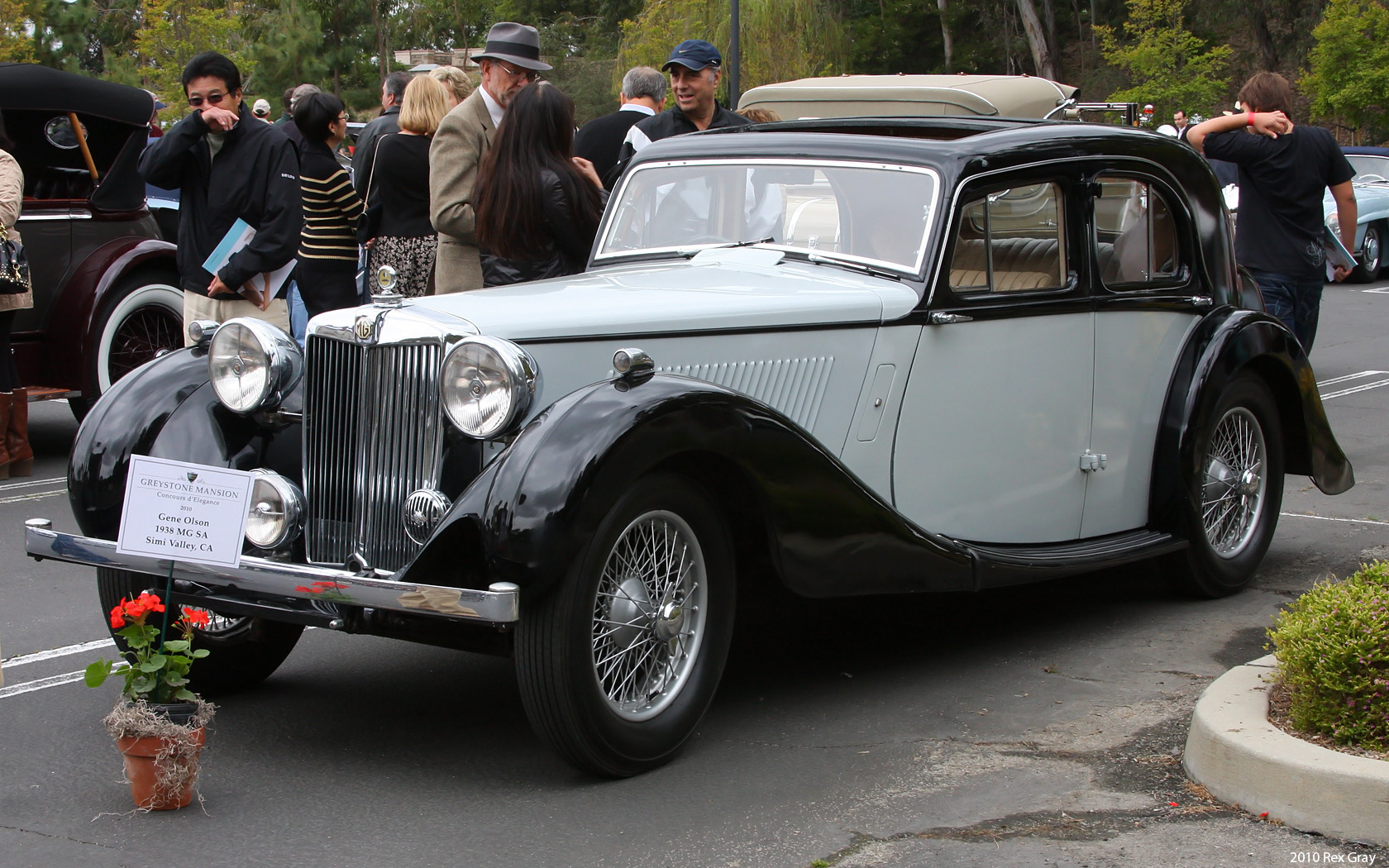
MG SA, 1938

V červenci 1936 se na trhu objevilo nové auto MG TA Midget rovněž s hydraulickými brzdami. Jeho čtyřválcová pohonná jednotka měla zdvihový objem 1292 cm³ a výkon 36,8 kW (50 k).
Po modelu TA nastoupil v květnu 1939 automobil MG TB, který se lišil pouze motorem. Jeho zdvihový objem válců nyní činil 1250 cm³ o výkonu 39,7 kW (54 k) při 5200 ot./min. Provedení TB se stalo předchůdcem poválečných vozů MG TC. Automobilové řady TA a TB se dodávaly s obvyklými karoseriemi.
V roce 1939 se výrobní linky továrny MG zastavily a společnost se přeorientovala na válečnou produkci.

## Poválečná produkce

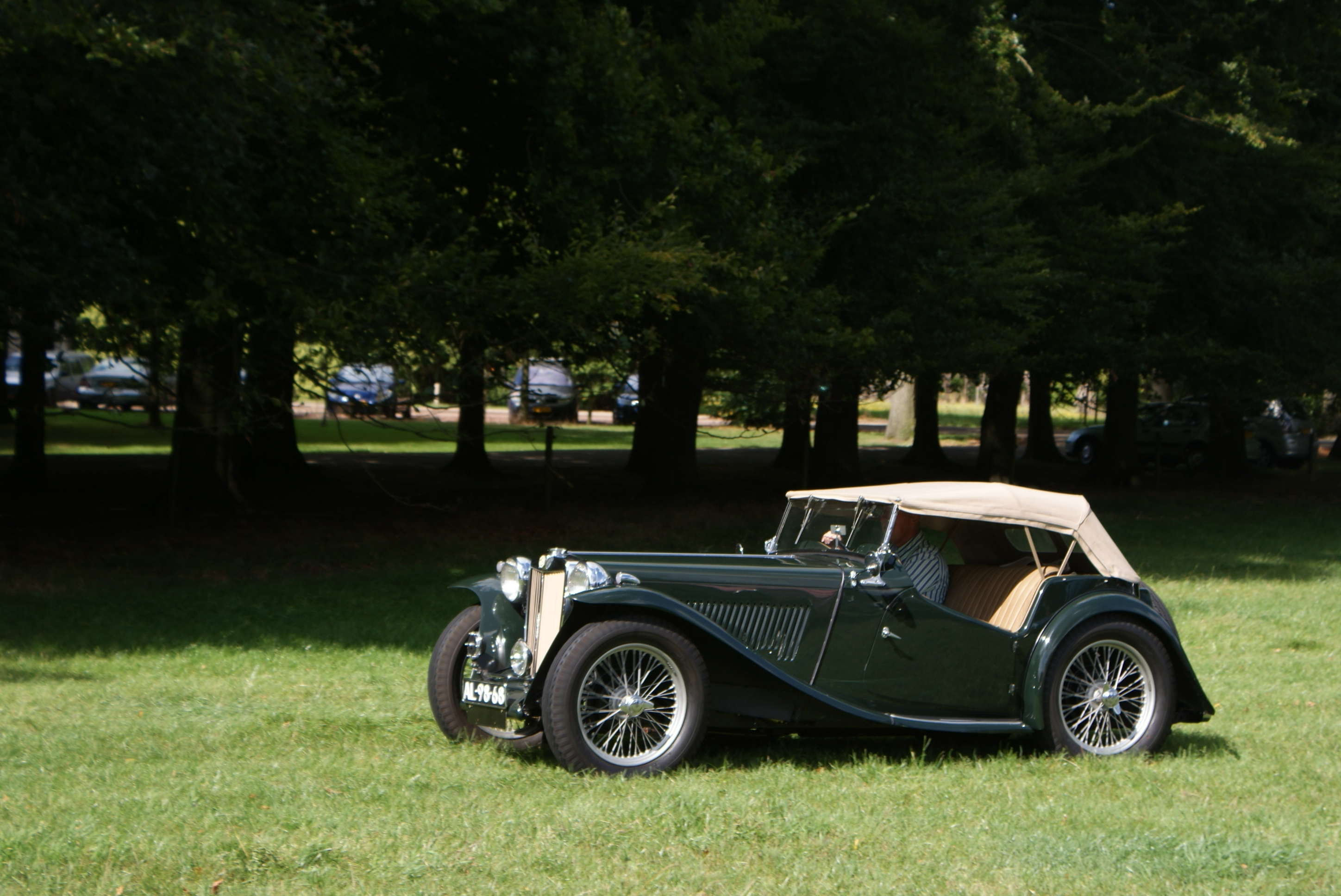
MG TC Midget, 1945

Mnoho Američanů se seznámilo se značkou MG během II. světové války, a tak se po obnovení výroby v září 1945 rozhodující část produkce exportovala do USA.
Prvním modelem obnovené výroby se stal vůz MG TC, navazující na předválečný typ TB. Od svého předchůdce se lišil zdokonalenou čtyřstupňovou převodovkou se synchronizovanými třemi horními stupni. Mezi další charakteristické prvky patřila devatenáctipalcová kola, čtyřválcový motor XPAG o zdvihovém objemu 1250 cm³ o výkonu 54 k při 5200 ot./min a šedesátilitrová palivová nádrž, připevněná vzadu. Všechny vozy (10 002 kusů) dosahující maximální rychlosti 117 km/h byly vyrobeny s pravostranným řízením. Výrobce udával spotřebu paliva 10 l na 100 km.

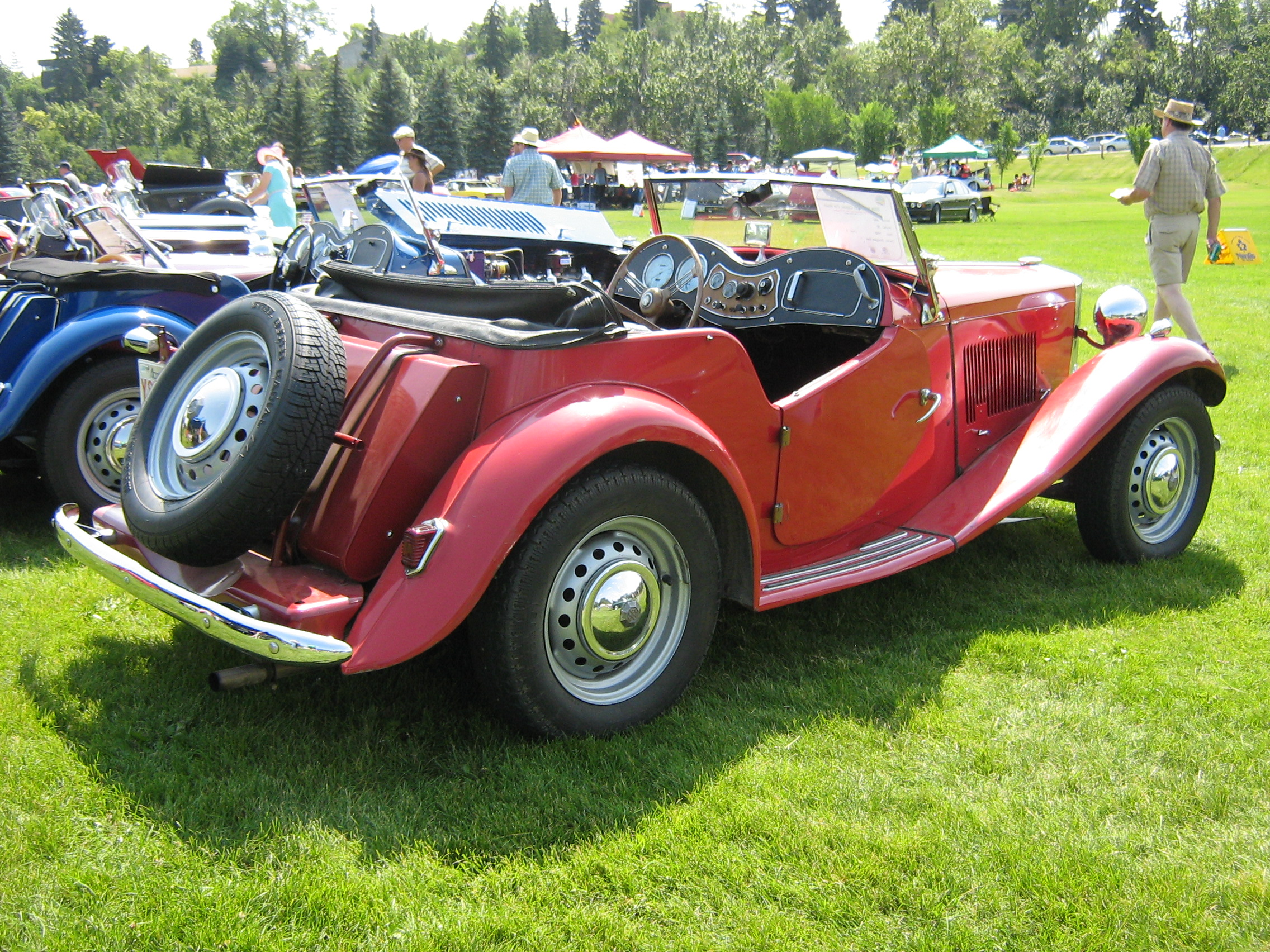
MG TD, 1950

Od roku 1950 do roku 1953 bylo vyprodukováno 29 664 vozů MG TD, který se od svého předchůdce téměř nelišil. Změnu představovalo nezávislé zavěšení předních kol, které zlepšovaly jízdní vlastnosti. drátěný výplet kol se dodával pouze v rámci mimořádné výbavy.
Mezi lety 1953 a 1954 bylo vyrobeno 6200 automobilů MG TF 1250, které v produkci do roku 1955 vystřídalo 3400 kusů MG TF 1500 s 1,5 litrovými motory o výkonu 47,1 kW při 6400 ot./min. Typ TF se již jen nepatrně podobal předchozím modelům, s nimiž je spojoval tvar dveří. Jinak byly zcela modernizovány, avšak přesto se nedokázaly prosadit v konkurenci vozů Healey a Triumph Motor Company.

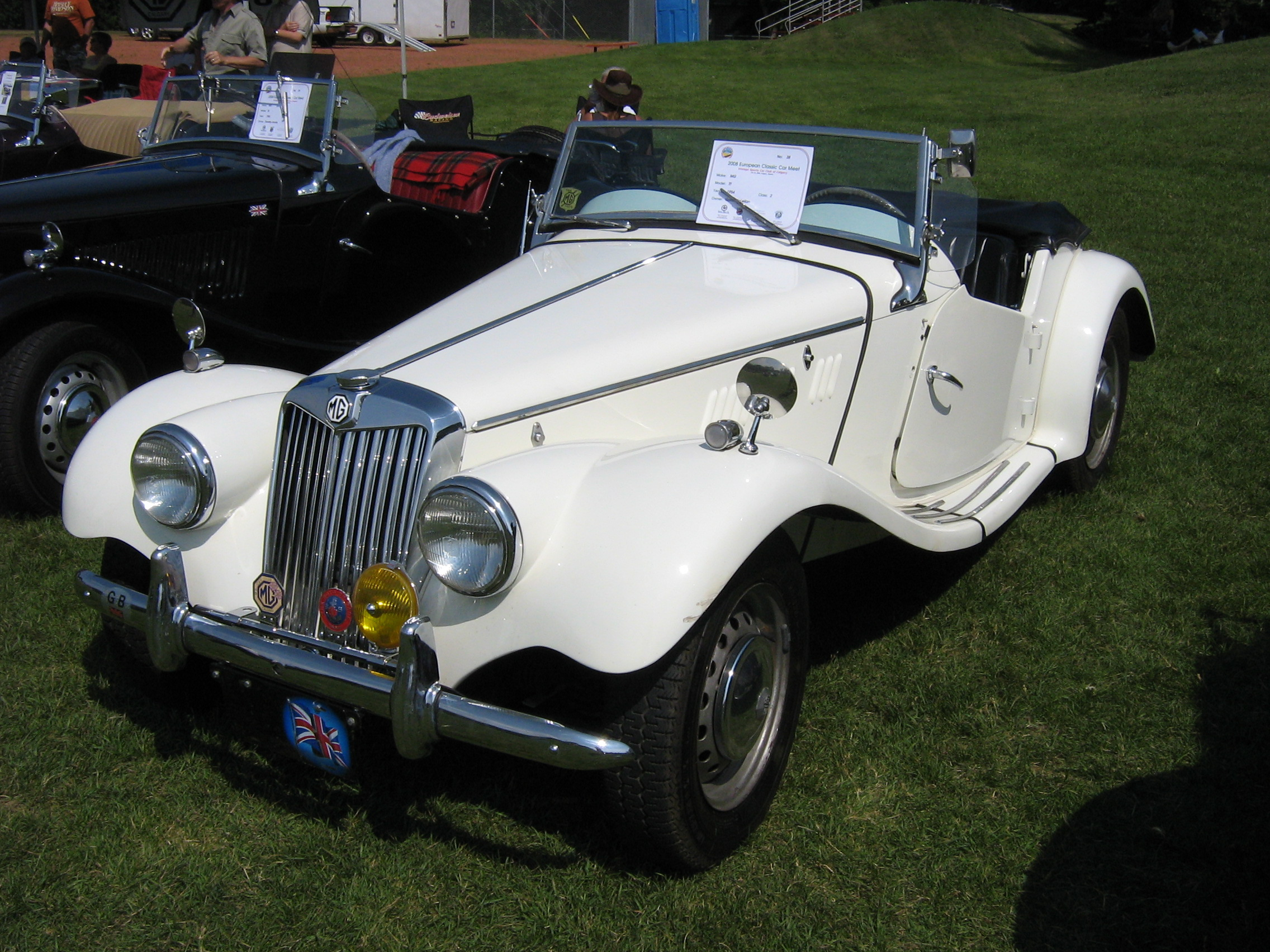
MG TF, 1954

Modelem MGA Roadster vstoupila automobilka do zcela nové epochy, která již neměla s předválečnými vozy nic společného. MGA vyráběný od září 1955 podle návrhu Sydneyho Eneverse přinesl okamžitý úspěch. Vůz byl do roku 1959 poháněn motorem 1489 cm³, který byl následně nahrazen agregátem zdvihového objemu 1588 cm³. Provedení Mk II, vyráběné od roku 1961, disponovalo ještě silnější pohonnou jednotkou 1622 cm³ a výkon se tak zvýšil na 66,2 kW. Výroba byla ukončena v roce 1962 a značka MG opět dokázala tímto typem konkurovat svým soupeřům Triumph TR3 a Austin Healey 100. Jen během prvního roku výroby bylo prodáno 13 000 automobilů MGA, celková výroba pak dala 101 081 kusů.

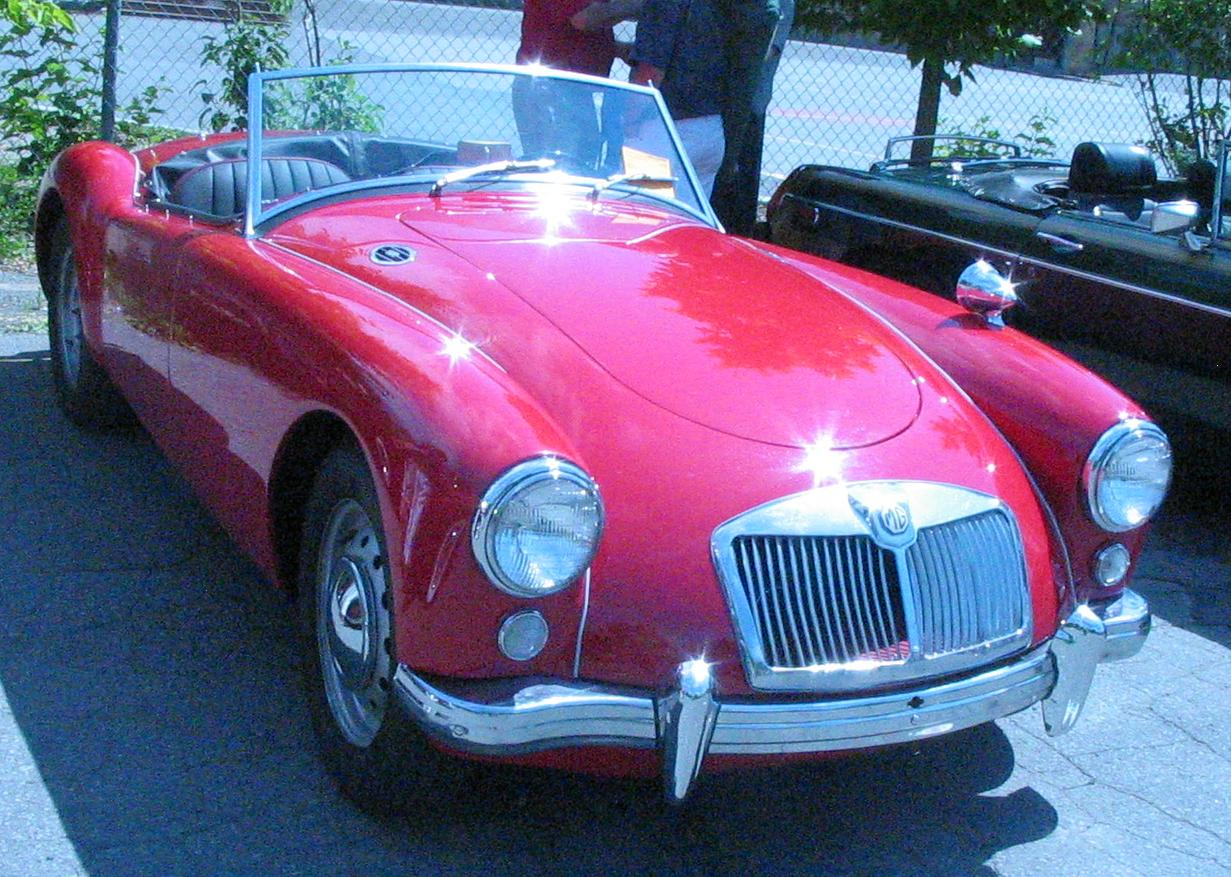
MG MGA Roadster, 1956. Perforované disky byly standardním vybavením.

Od roku 1956 do roku 1962 byl zákazníkům nabízen model MG MGA Coupé, který se po mechanické stránce shodoval s Roadsterem avšak byl podstatně dražší. Dveře, které se u Rodsteru otevíraly z vnitřku auta zatažením za kablík, obdržely kliky a stahovací boční okénka. Zadní sklo karoserie kupé se skládalo ze tří dílů.

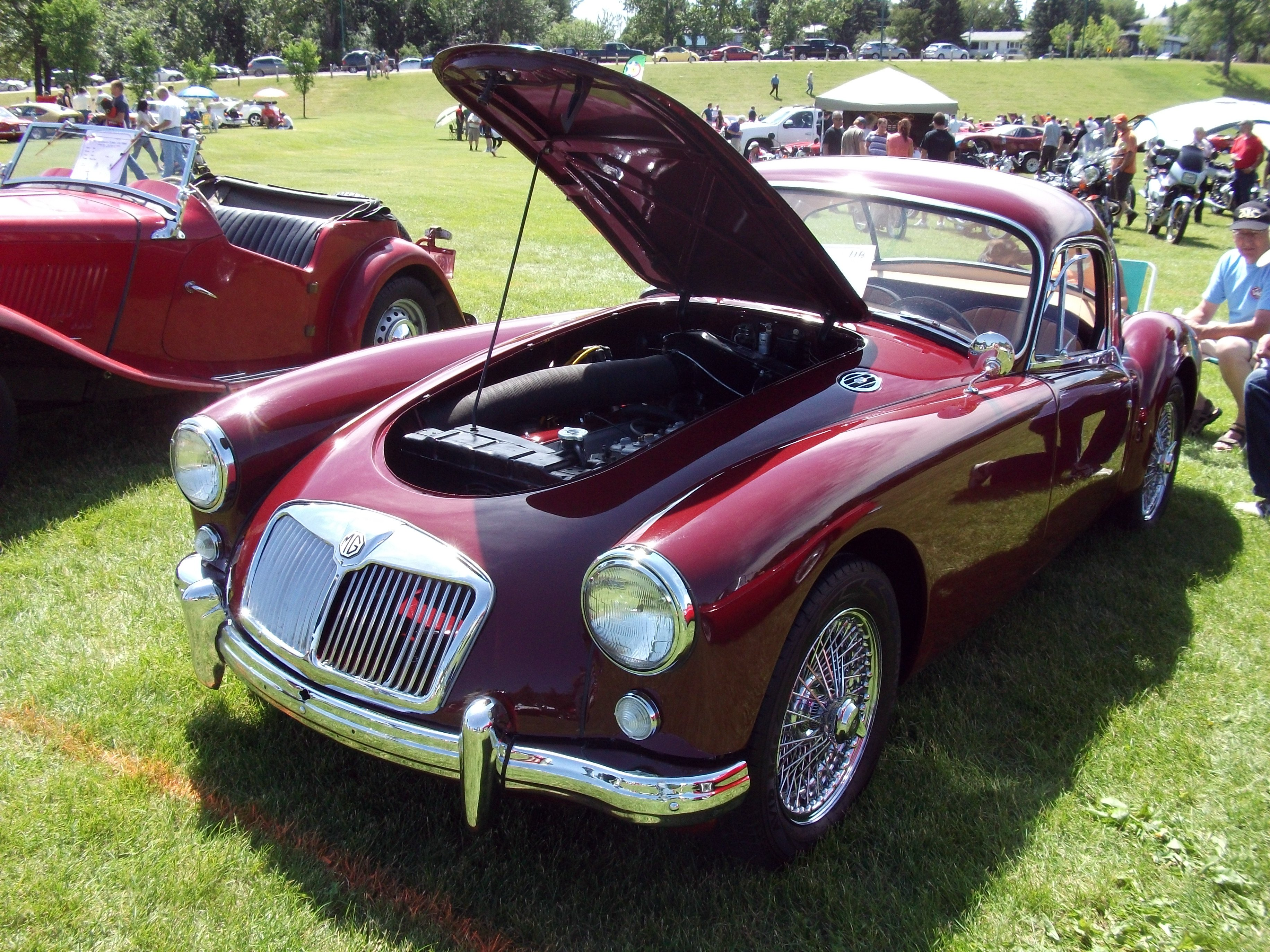
MG MGA Coupé, 1958. Kola s drátěnými výplety byly za příplatek.

Mezi lety 1958-1960 bylo vyprodukováno automobilkou MG 2111 kusů vozů MGA Twin Cam, které měly motor s dvojicí vačkových hřídelí. Agregát však vyžadoval velmi pečlivé a časté seřizování, jinak nefungoval spolehlivě. Motor tak společnost MG připravil o pověst spolehlivých automobilů. Typickým vnějším prvkem byly náboje kol Rudge. Kotoučové brzdy byly instalovány na všechna kola. Roadstery MGA Twin Cam se vyráběly bez vnějších klik dveří, jejich otevírání při natažené střeše bylo podmíněno odsunutím okénka, vsunutím ruky dovnitř a zatažením za látkové poutko vnitřního ovládání.

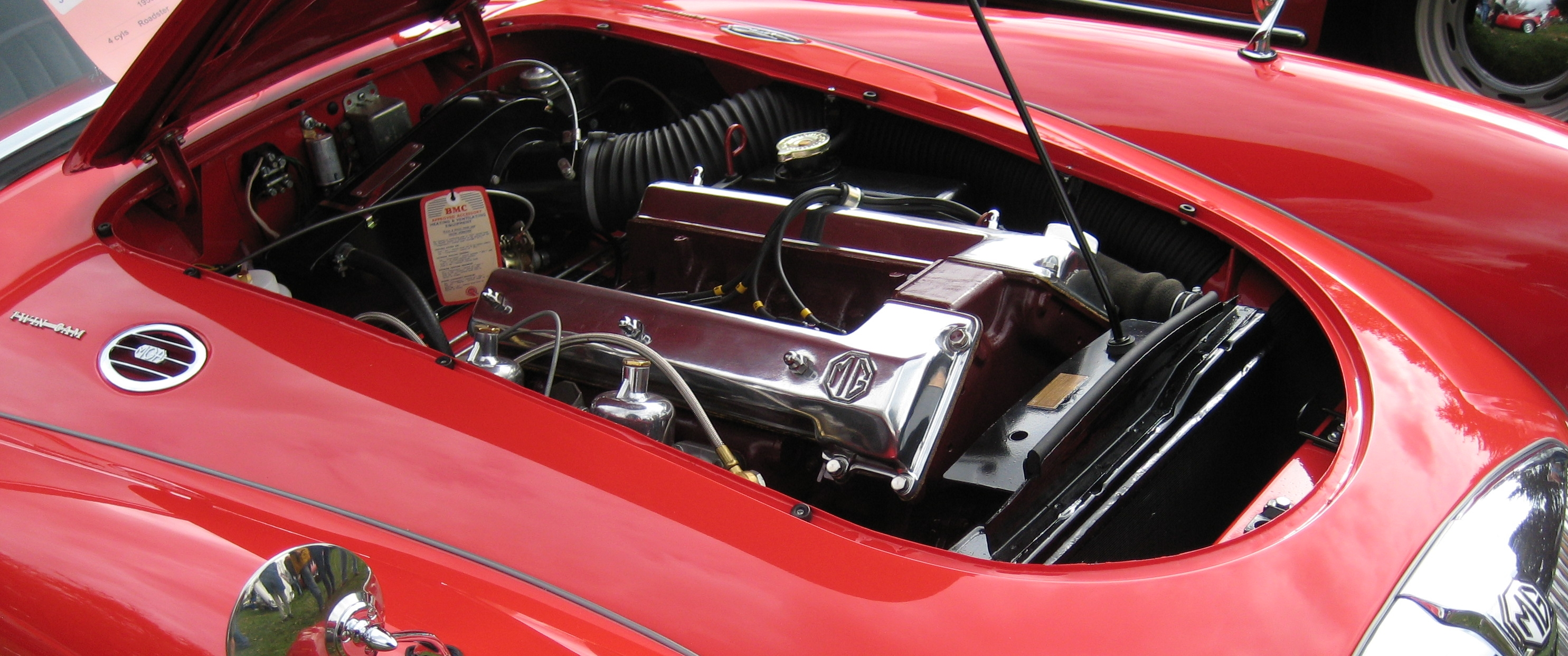
Motor vozu MGA Twin Cam

V roce 1962 vystřídal modelovou řadu MGA typ MG MGB Roadster. Samonosná karoserie ukončila u společnosti MG koncepci užívání samostatného podvozku. Luxusnější provedení vozu se projevilo zabudováním spouštěcích okének do dveří a na přání byla též dodávána snímatelná tuhá střecha (hard top). Samotnou stahovací střechu vyráběla firma ICI Everflex. Ve předu byly kotoučové brzdy Lockheed, zadní pak bubnového typu. Čtyřválec 1798 cm³, jehož původ sahal až do roku 1947, poskytoval 69,9 kW při 5400 ot./min. Maximální rychlost vozu byla 171 km/h, spotřeba paliva byla udávána 28 l/100 km. V roce 1974, jako důsledek modernizace a změny amerických bezpečnostních předpisů, kde byl pro MGB hlavní trh, opatřila továrna MGB pryžovými nárazníky, vyšší jízdní výškou a pruhovanými nylonovými sedadly. Do roku 1980 vzniklo celkem 387 259 MGB.

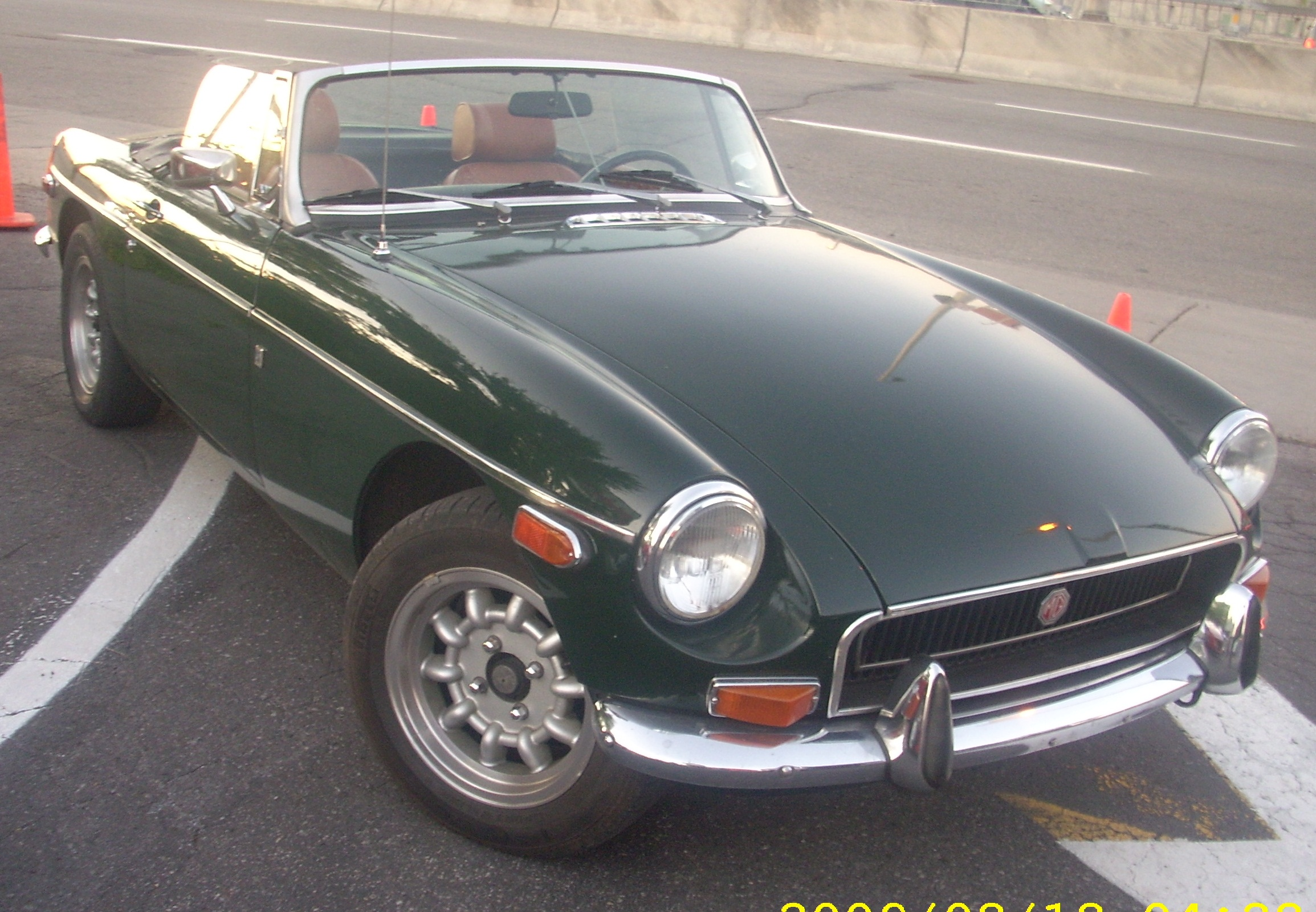
MGB Roadster, 1971

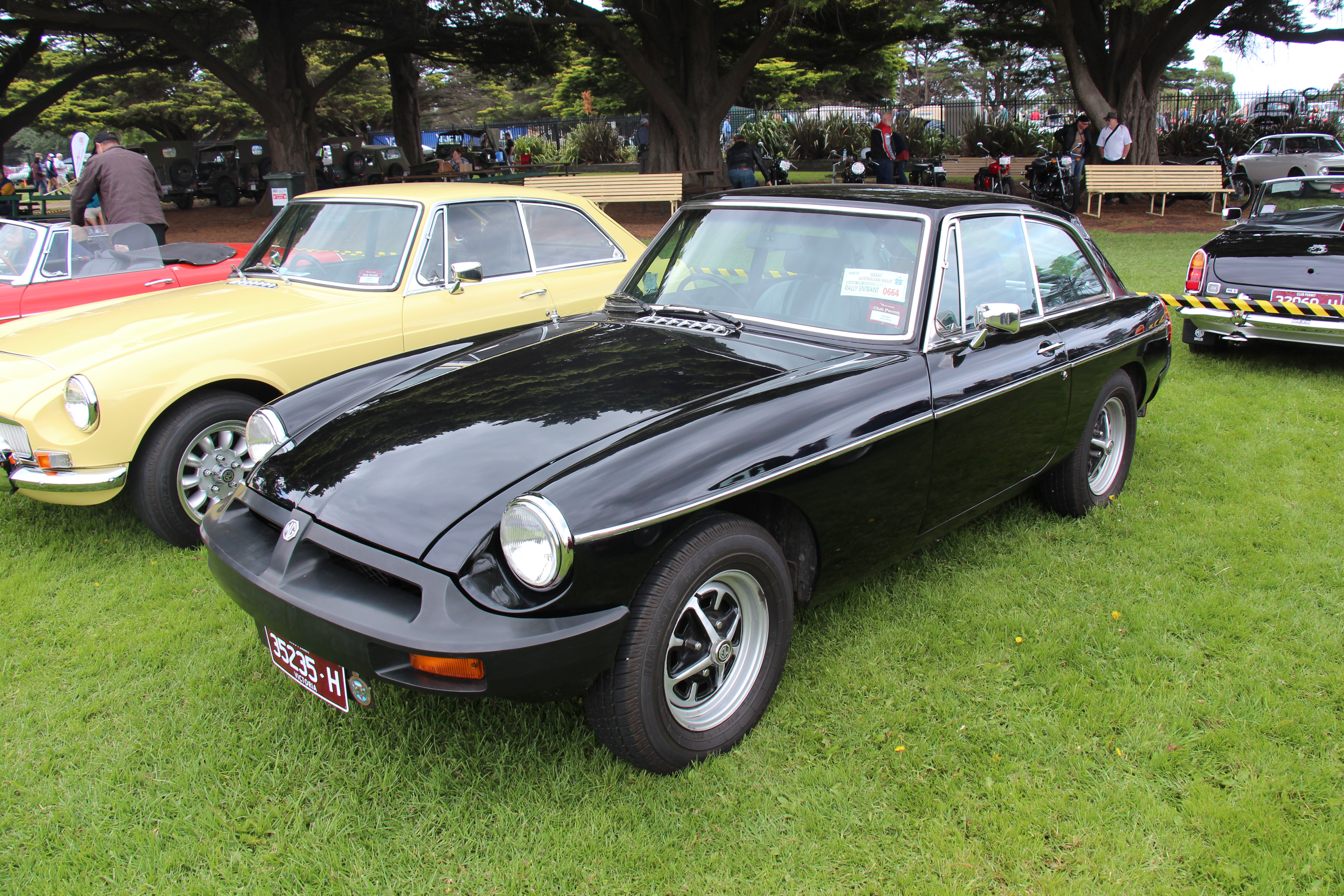
MGB GT Mk III Coupe, 1976

Po třech letech od uvedení typu MGB se představil model MGB GT. Jeho pětkrát uložený klikový hřídel prodloužil životnost motoru, jehož výkon však zůstával stejný. Automobil se vyznačoval třetími dveřmi, výklopnými vzhůru, tedy karoserií označovanou jako hatchback. Do roku 1980 bylo vyrobeno 125 621 vozů MGB GT.
Protože již konstruktéři společnosti MG nebyli schopni vytěžit ze čtyřválcových pohonných jednotek vyšší výkon, vytvořili šestiválec zdvihového objemu 2912 cm³ o výkonu 106,6 kW. Motor byl v období 1967-1969 instalován do 8999 vozů MGC v podobě otevřeného roadsteru. Přední kola měla bubnové brzdy.

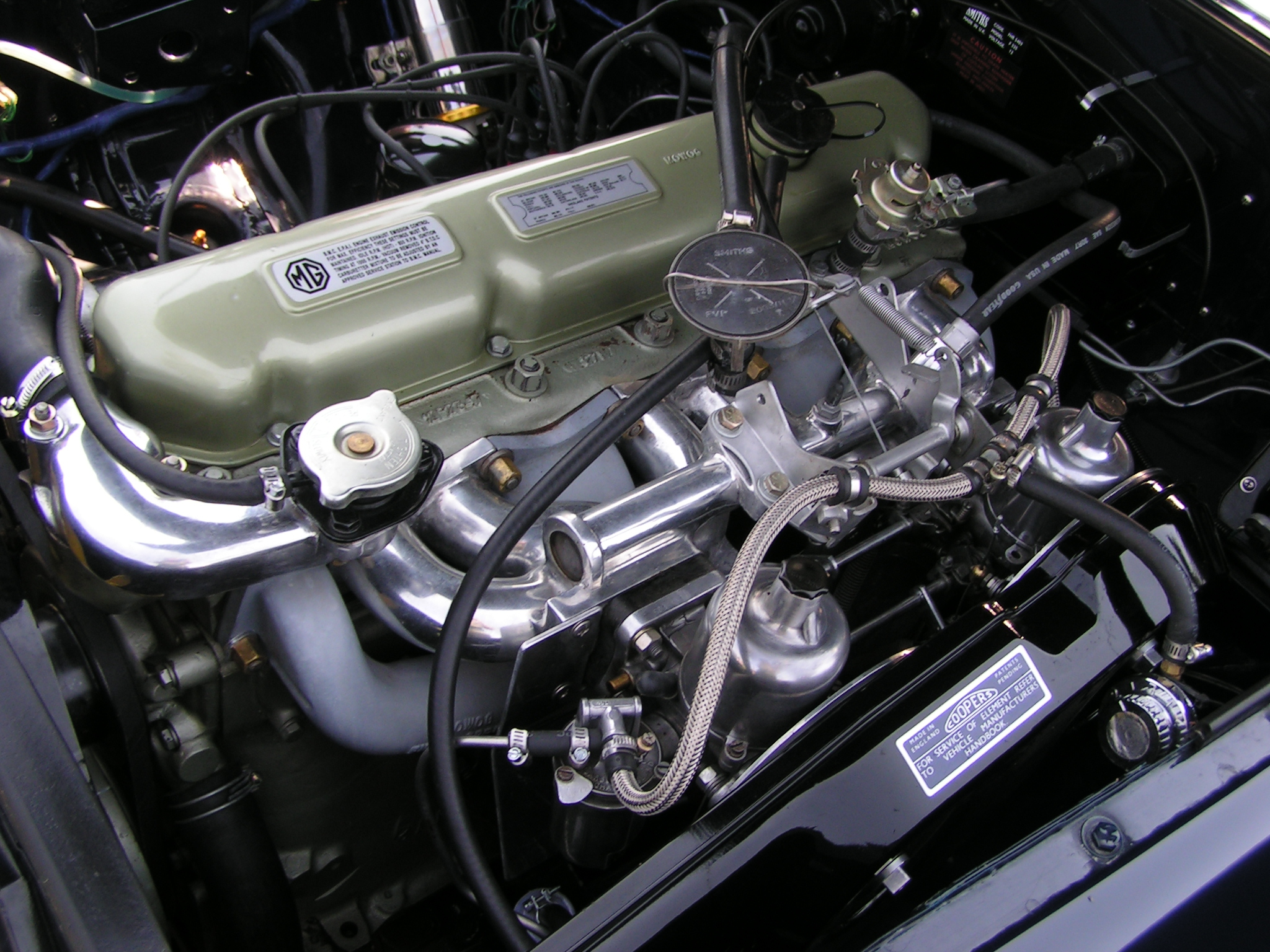
Agregát vozu MGC, 1969

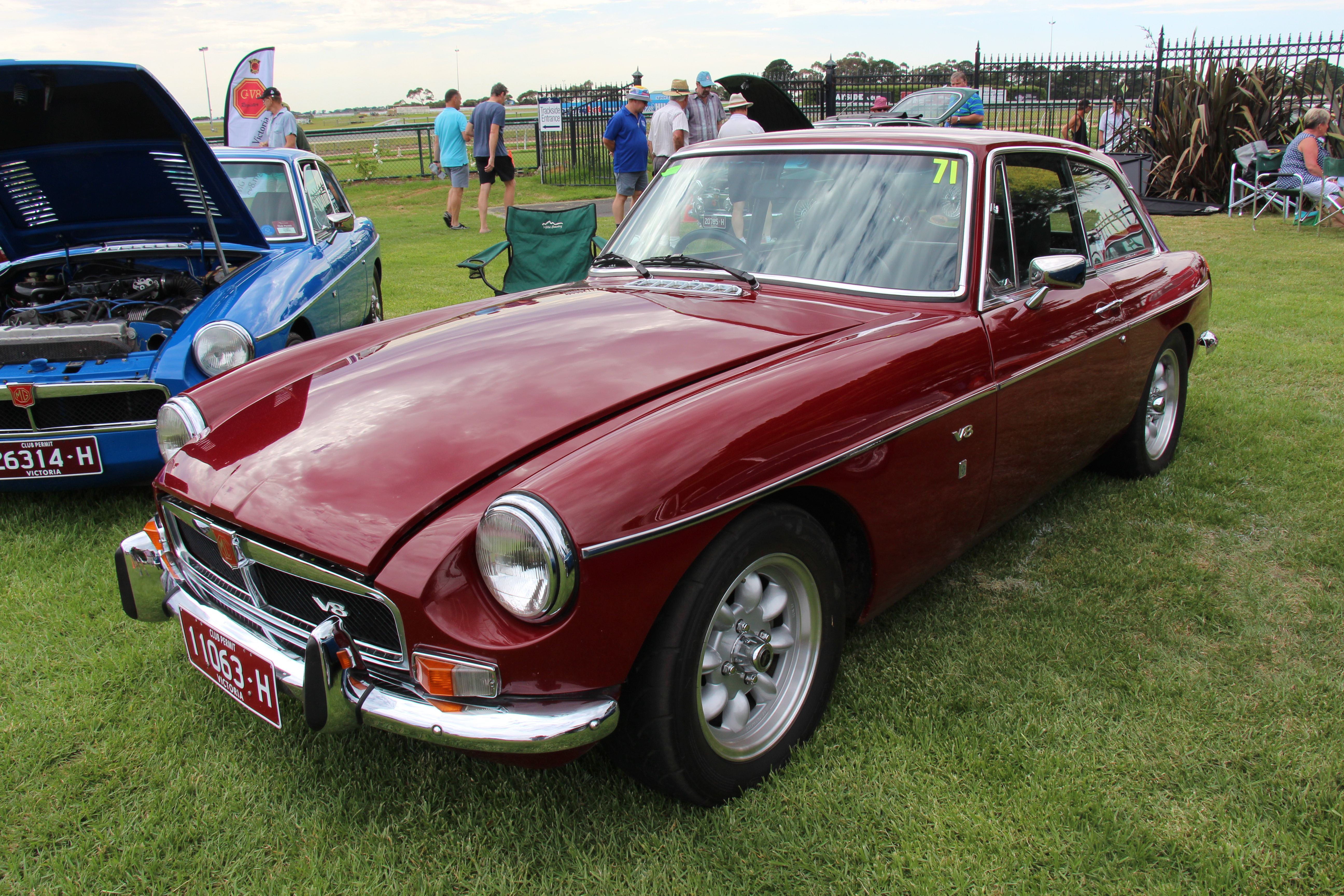
MGB GT V8 Coupe, 1973

Za vznikem modelu MGB GT V8 stál majitel opravny Ken Costello, který roku 1970 jako první zabudoval do

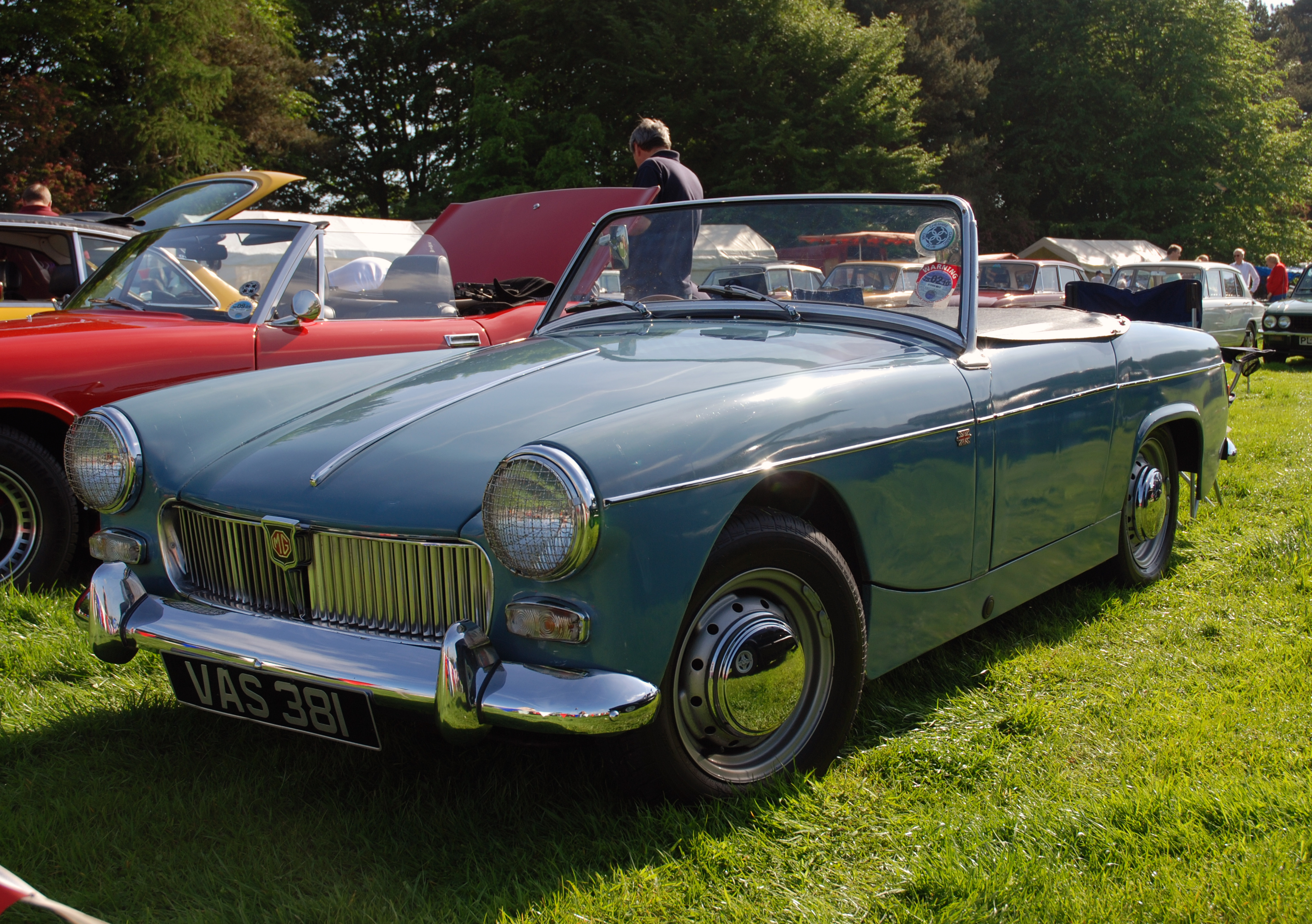
MGC Midget

svého MG vidlicový osmiválec Rover. Vedení továrny bylo nápadem natolik uchváceno, že jej převzalo do výrobního programu. Motor zdvihového objemu 3528 cm³ dosahoval výkonu 100,8 kW při 5000 ot./min.
Od roku 1961 do roku 1979 vzniklo na stejné výrobní lince jako Austin-Healey Sprite Mk II 226 427 vozů MGC Midget. Rozdíl mezi nimi spočíval v jiné masce chladiče a emblémem značky.
V roce 1952 se firma stala součástí koncernu British Motor Corporation a roku 1968 značka MG připadla průmyslovému a obchodnímu uskupení British Leyland (do roku 1986). Posledním majitelem před ukončením existence automobilky MG v roce 2005 byla společnost MG Rover Group (od roku 2000).

## Osobní automobily MG
Značku MG nejvíce proslavily sportovní automobily, avšak před II. světovou válkou se tato automobilka zabývala také výrobou čtyřmístných vozidel sportovního charakteru. Koncem roku 1939 zkonstruoval C. Kimber nové auto, které mělo roku 1940 obohatit výrobní program firmy. Tomu však zabránila válka, v jejímž důsledku zůstaly nákresy ležet ladem až do roku 1947.

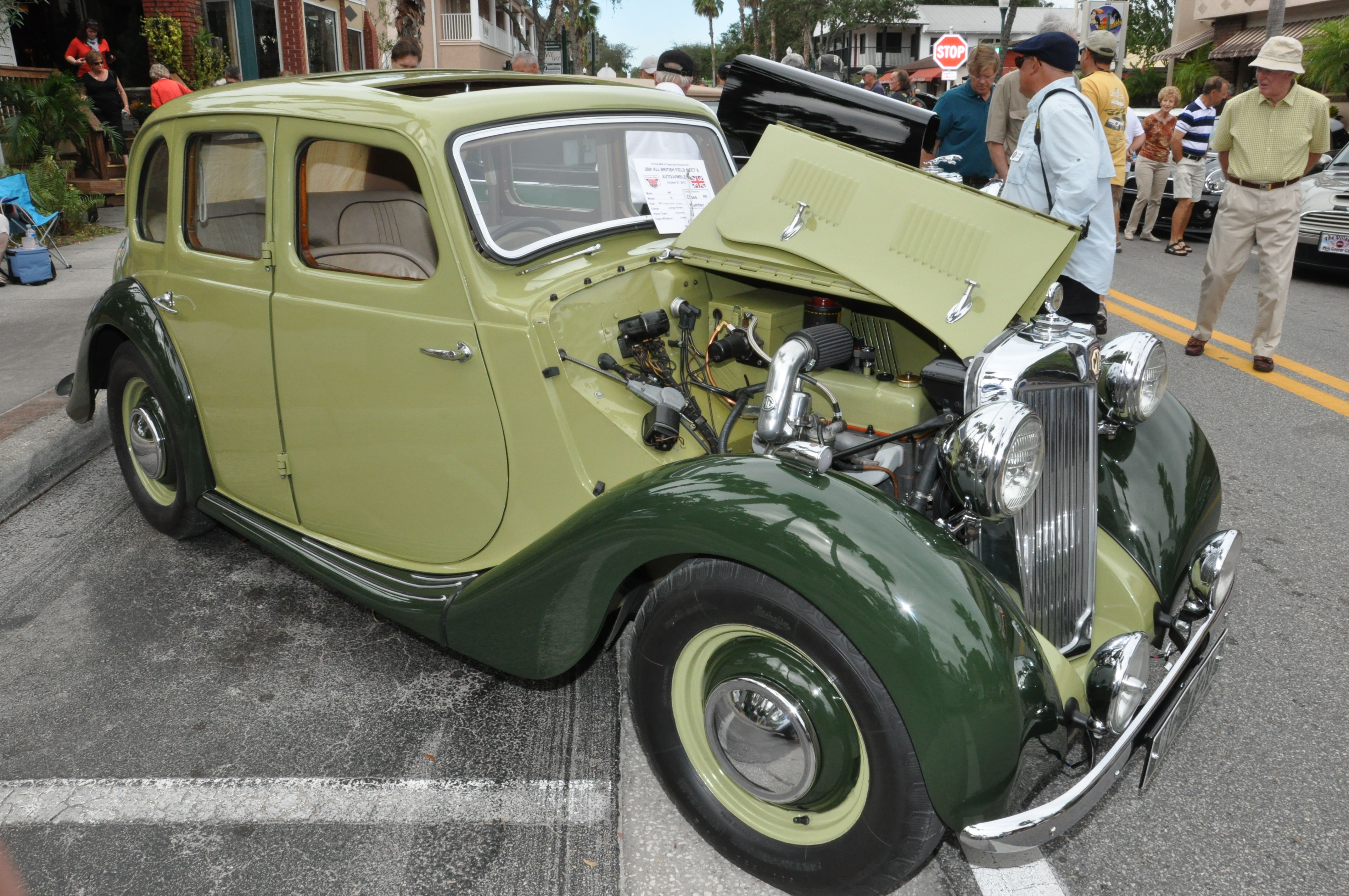
MG YA, 1947

V roce 1947 z továrny vyjíždí první MG YA s nezávislým zavěšením předních kol podle návrhu Aleca Issigonise, konstruktéra vozu Mini, a hřebenovým řízením. Ostatní díly vozu pocházely z automobilů Wolseley a Morris Ten. Karoserie byla převzata z Morrisu Eight a pohon zajišťoval motor ze sportovních automobilů MG TC. Maximální výkon této pohonné jednotky byl ovšem snížen na 33,8 kW, což pro vůz o hmotnosti přesahující celou tunu nebylo dostatečné. Maximální rychlost tak dosahovala jen málo přes 100 km/h a zrychlení na tuto hodnotu trvalo půl minuty. MG YA se tak řadil spíše mezi luxusní vozidla, čemuž odpovídala také výbava. Měl posuvné kovové střešní okno, kožené čalounění, záclonku zadního okna, bohaté obložení dřevem a sklopné čelní sklo. Do ukončení výroby v roce 1951 bylo zhotoveno 6158 kusů MG YA.

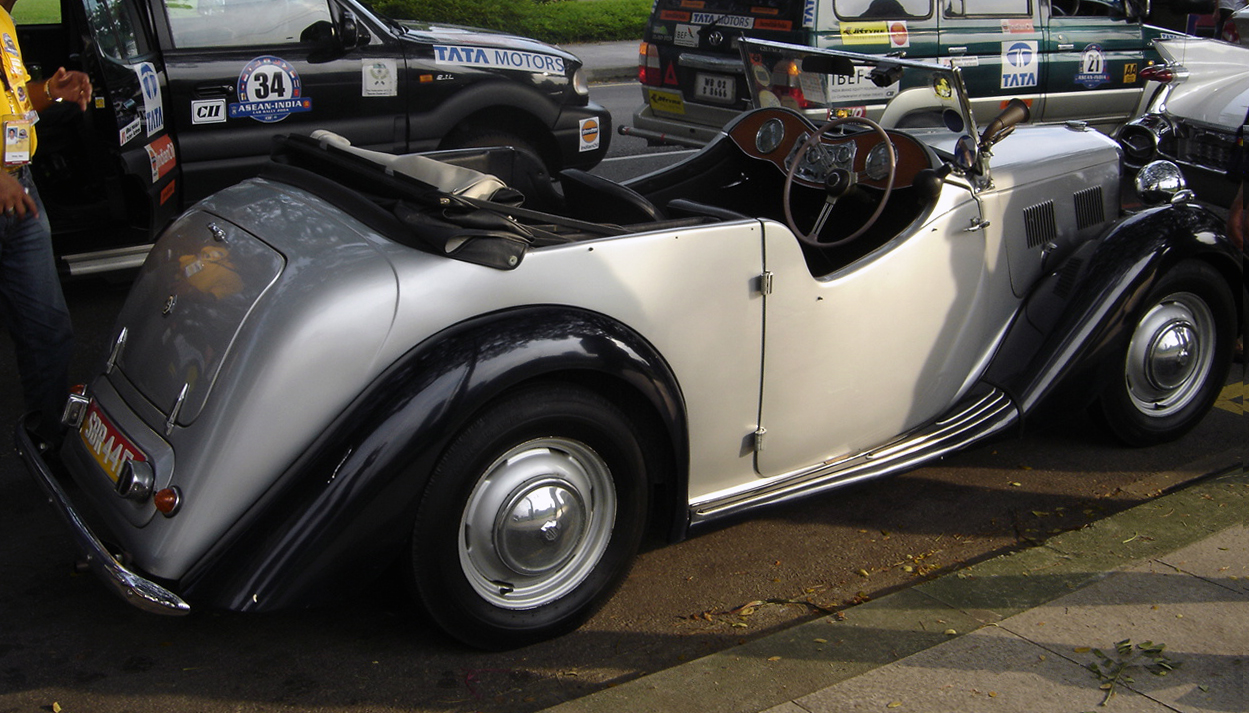
MG YT

V roce 1948 byla produkce automobilky doplněna o otevřenou verzi označenou MG YT. Karoserii tohoto čtyřmístného vozu vyráběla specializovaná továrna Morris Bodies. Motor byl opět převzat z modelu MG TC o maximálním výkonu 39,7 kW, osazený dvěma karburátory SU. Model nebyl příliš komerčně úspěšný, proto bylo vyrobeno jen 877 exemplářů.

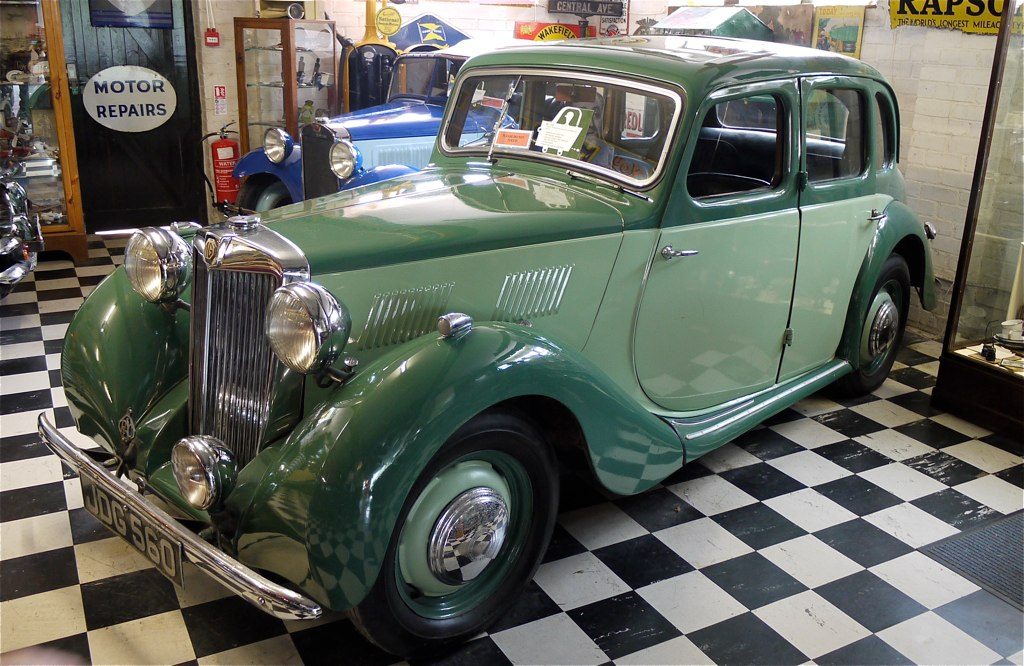
MG YB

Po typu YA následoval v roce 1951 MG YB, vyrobený do roku 1953 v počtu 1301 kusů. Konkurence v té době ovšem nabízela Jaguar XK 120 a Standard Vanguard. I Morris Minor z roku 1949 vypadal ve srovnání s předválečnými MG řady Y moderněji. Odbyt automobilů MG tedy nadále klesal.

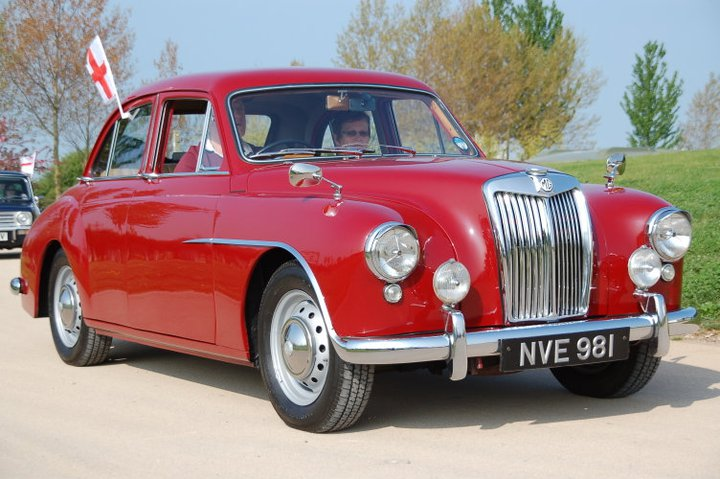
MG ZA Magnette

Náhrada modelové řady Y se objevila na londýnském autosalonu roku 1953. Veřejnost však ani nad MG ZA Magnette, vzniklého podle návrhu Geralda Palmera, neprojevovala velké nadšení. MG ZA využíval karoserii Wolseley 4/44 s odlišnou maskou chladiče a čtyřválcový řadový motor BMC zdvihového objemu 1489 cm³. Ani dva karburátory SU HD 2 nepomohly této pohonné jednotce s ventilovým rozvodem OHV překročit hodnotu maximálního výkonu 44,1 kW. Při hmotnosti 1120 kg měl tento čtyřdveřový automobil těžkosti s dosažením maximální rychlosti 125 km/h. Do roku 1956 se v MG vyrobilo 12 754 vozů.

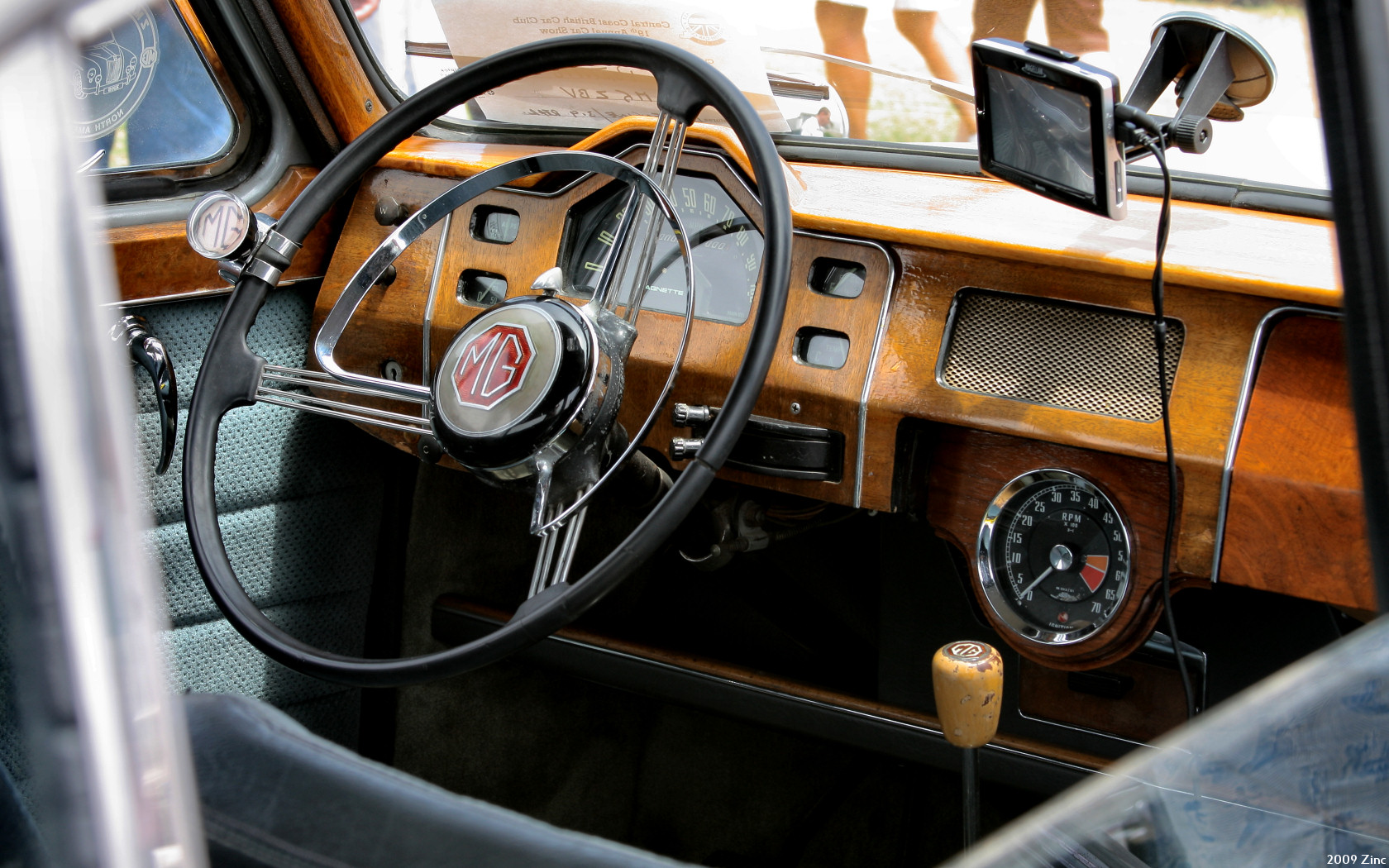
Interiér vozu MG ZB Magnette, 1959

V srpnu 1956 byl z typu ZA vytvořen MG ZB. Ponechal si stejnou karoserii svého předchůdce, k pohonu však využíval výkonnější pohonnou jednotku (50,0 kW). Automobily ZB dosahovaly maximální rychlosti 145 km/h s průměrnou spotřebou 10,52 l/100 km. Typ ZB byl vyroben v počtu 23 846 kusů.

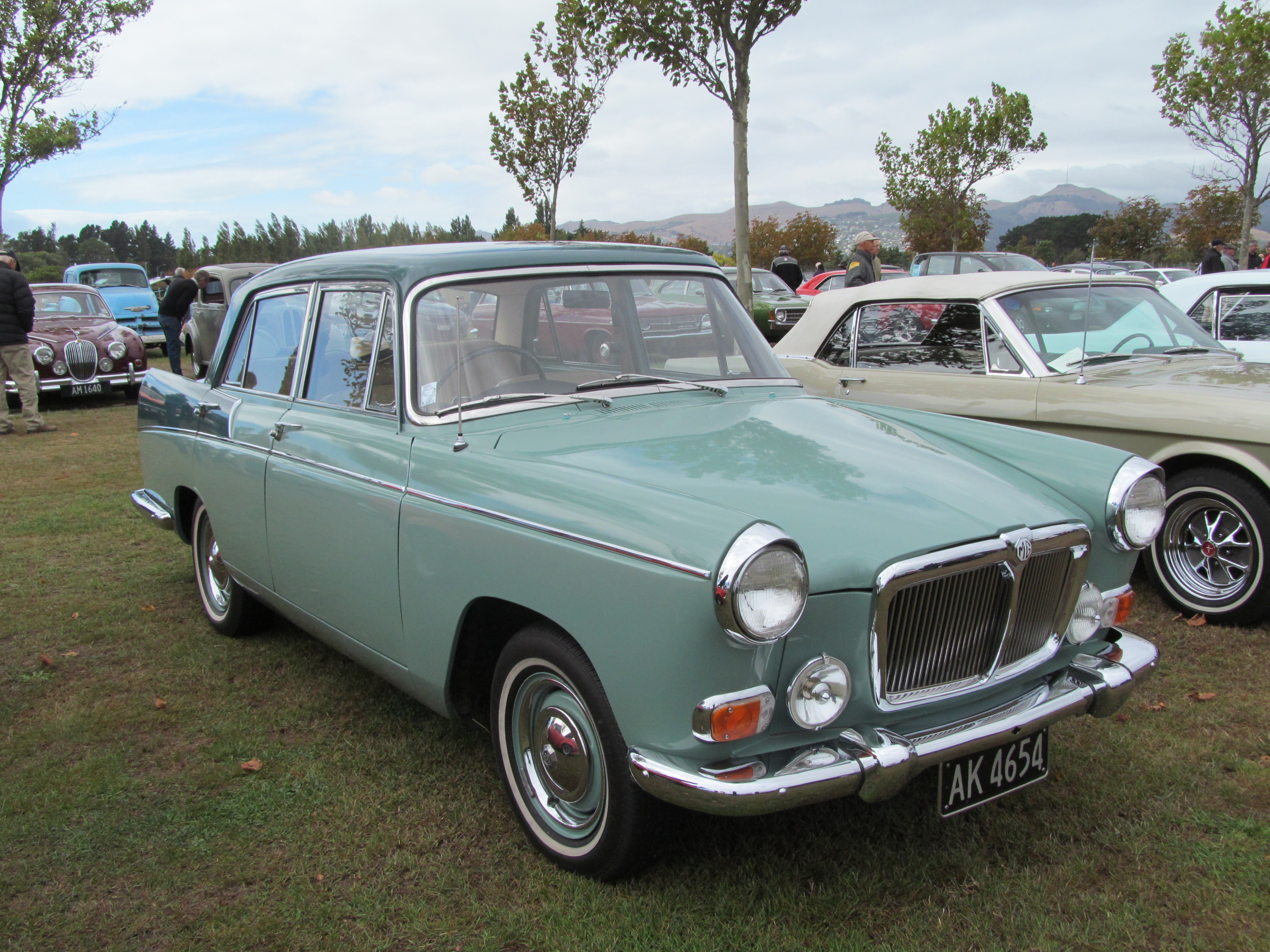
MG Magnette Mark III, 1959

V roce 1958 byl na trh uveden MG Magnette Mk III, přejímající karoserii vozu Wolseley 15-60. Její návrh pocházel z turínského studia Pininfarina. Čtyřválcový motor pocházel z předchozího typu ZB, avšak s pozměněným sacím a výfukovým potrubím. Palivovou směs připravovala opět dvojice karburátorů, tentokrát SU HD 4.

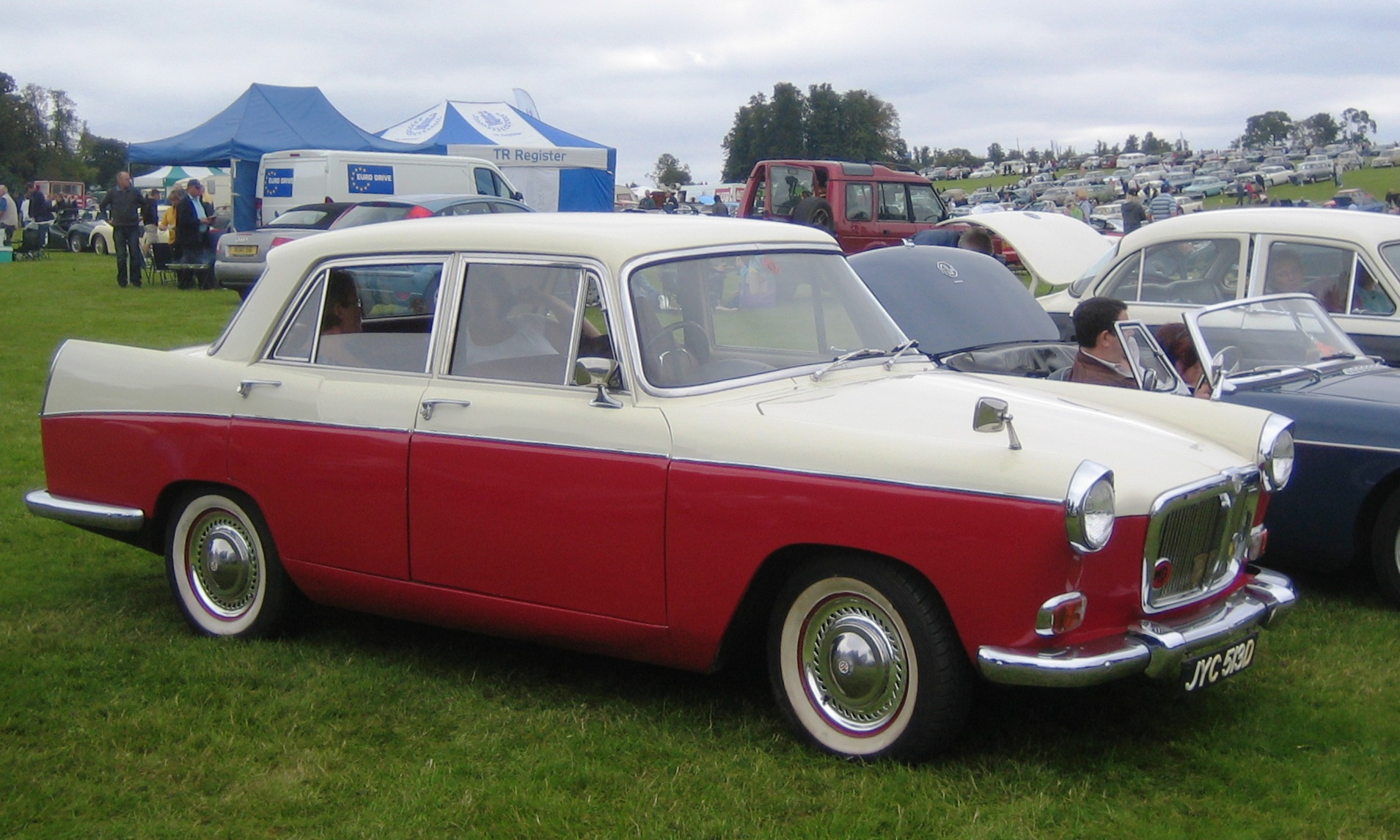
MG Magnette Mk IV, 1966

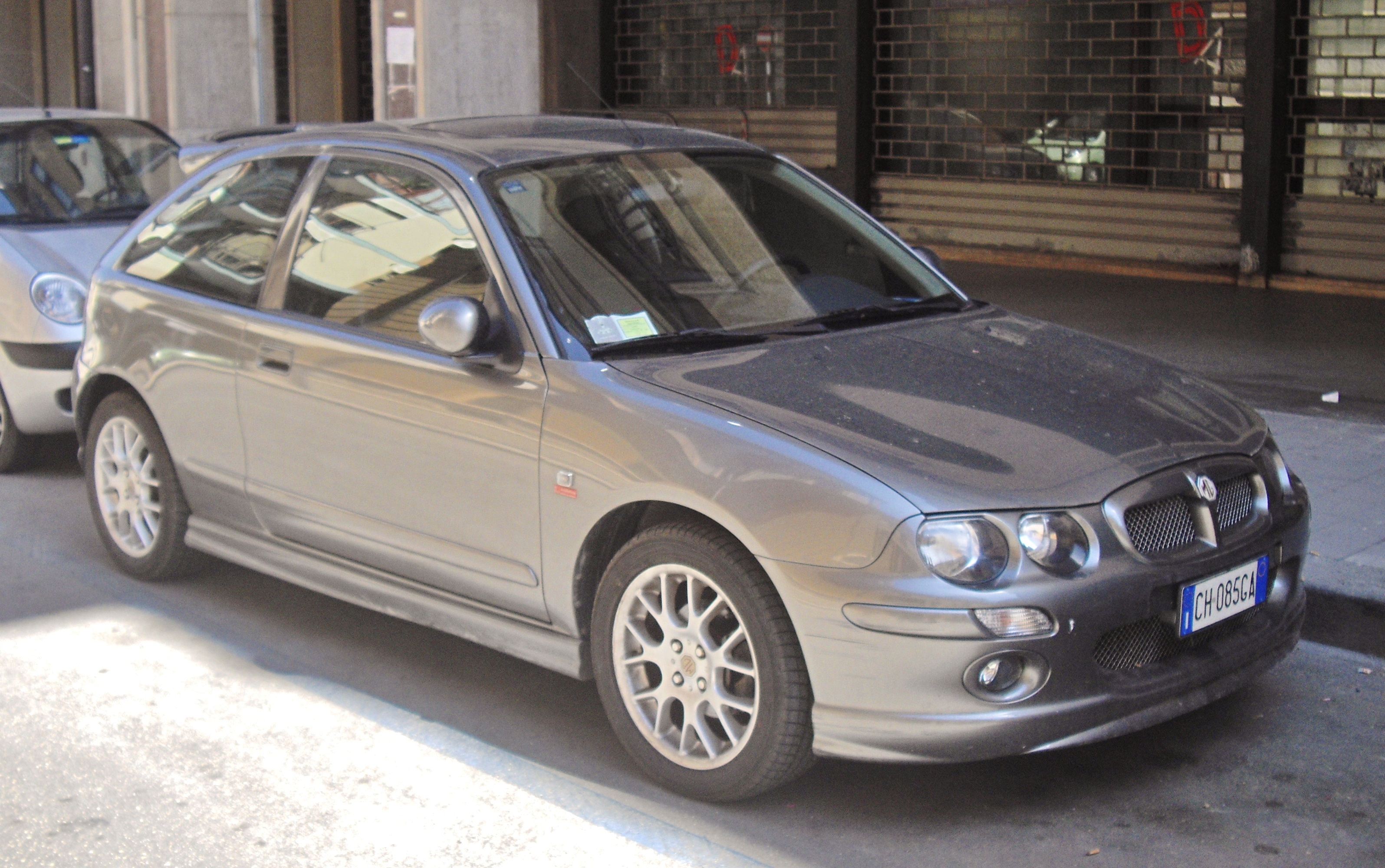
MG ZR

Nástupce tohoto vozu se představil na londýnském autosalonu v říjnu 1961. Tvarově téměř identický automobil MG Magnette Mk IV měl převrtané válce ze 73 mm na 76 mm. Zdvihový objem motoru 1489 cm³ se tak zvýšil na 1622 cm³. Další novinkou byla možnost montáže samočinné převodovky. Kromě prodloužení rozvoru náprav na 2540 mm se také rozšířil rozchod kol.

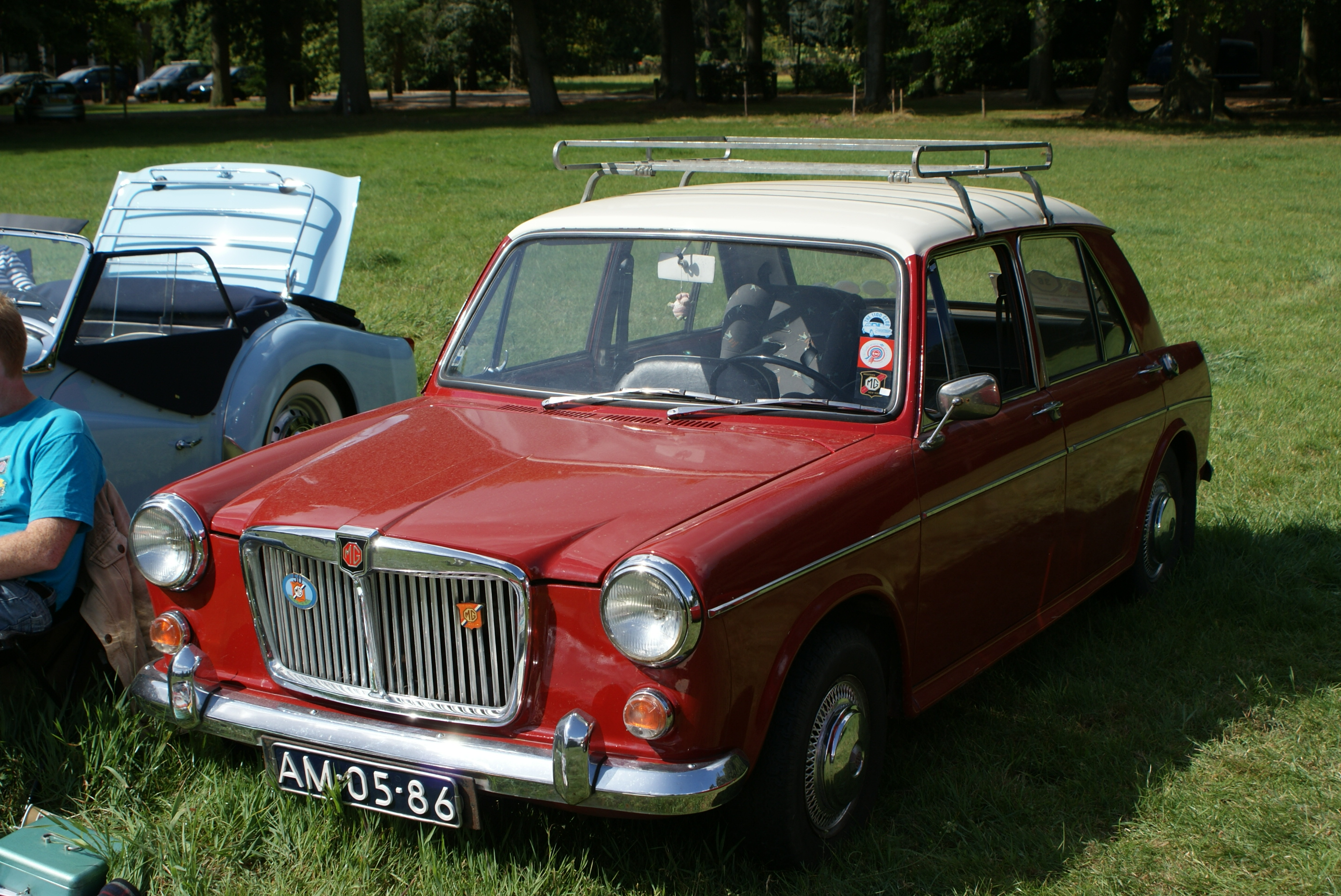
MG 1100, 1966

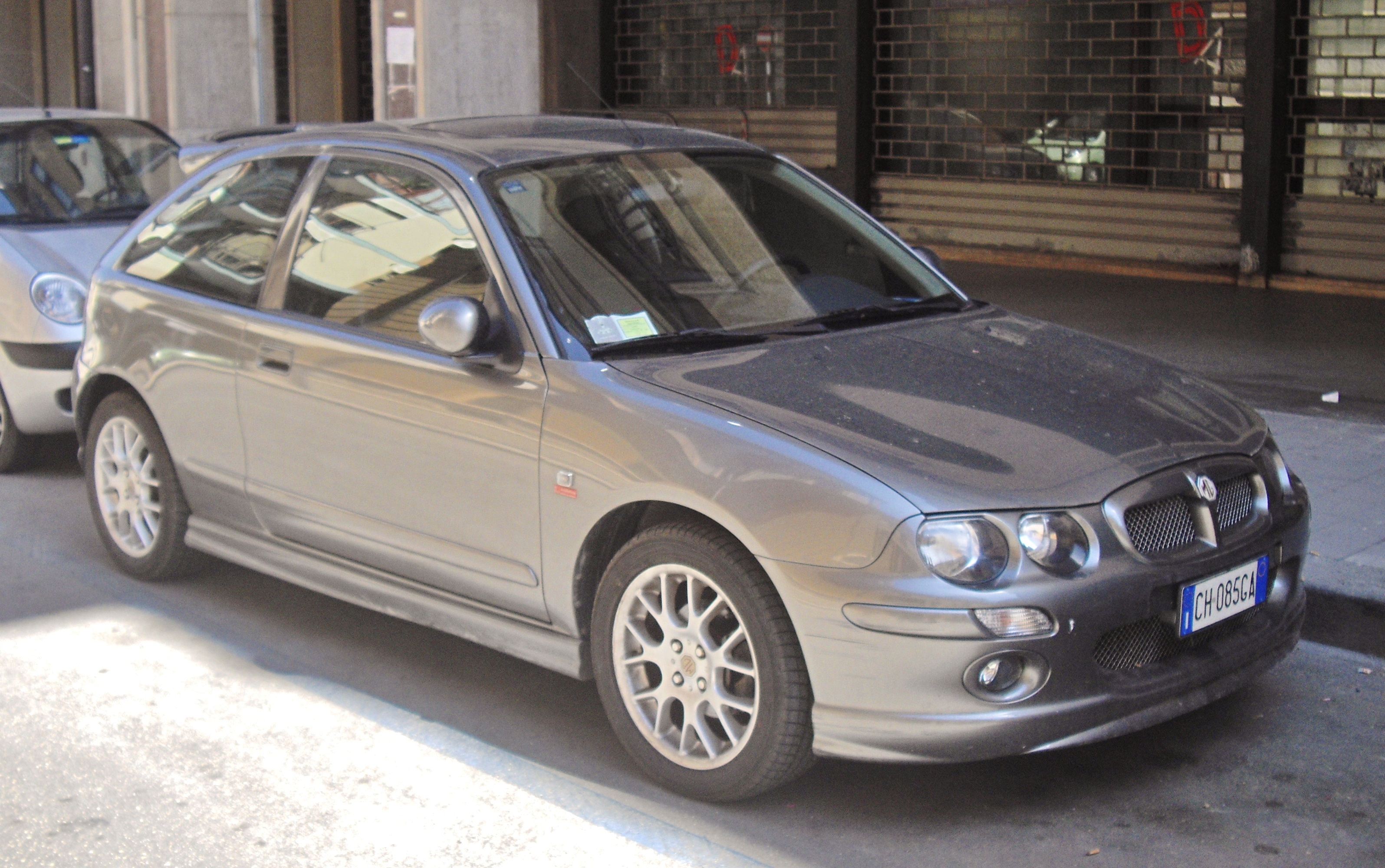
MG ZR

V létě roku 1962 představila společnost British Leyland větší verzi vozu Mini, která se na trhu objevila pod názvem Morris 1100. Karoserie tohoto auta, vyrobená podle Pininfarinova návrhu, se po několika měsících objevila na londýnském autosalonu i na stánku MG. MG 1100 za 713 £ měl kvalitnější sedadla a výkonnější motor o 40,5 kW než Morris. Celková produkce, ukončená v roce 1967, dala 116 827 kusů.

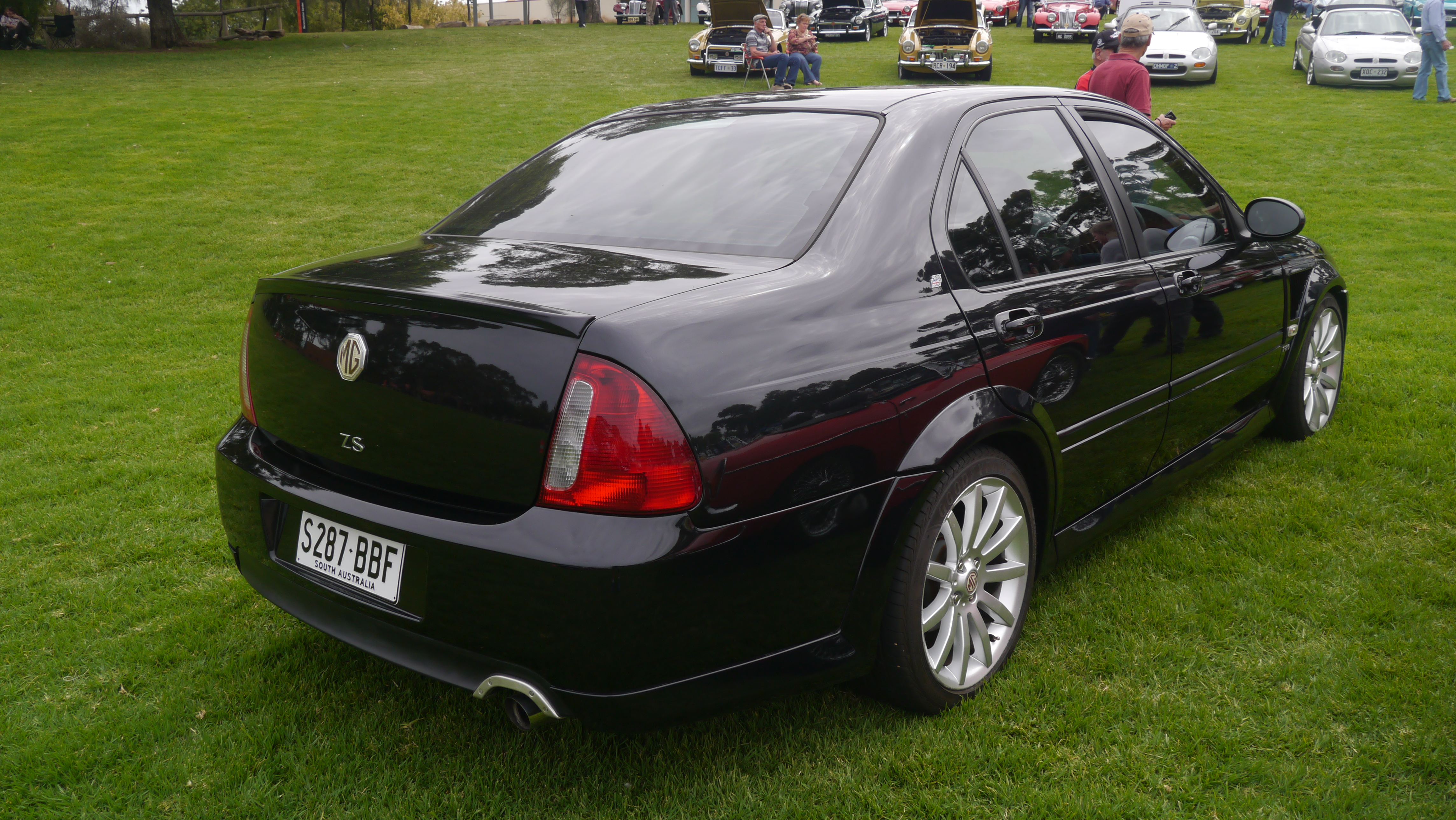
MG ZS 180

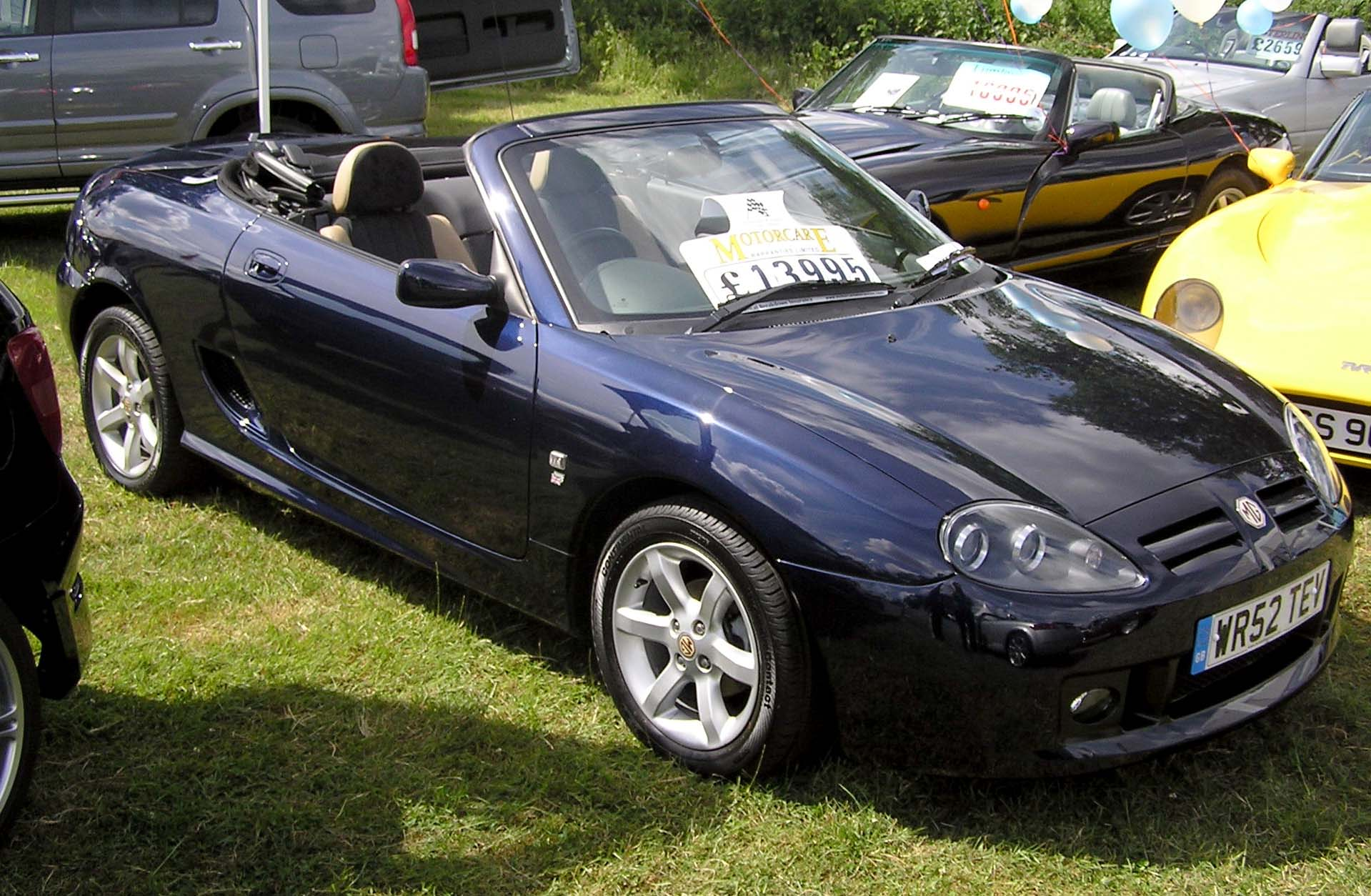
MG TF

Značky Morris a MG představily v říjnu 1967 své nové typy 1300 Mk II. Shodné vozy s typovou řadou 1100 měly motor zdvihového objemu 1275 cm³, v MG ovšem s vyšším výkonem 52,2 kW při 6000 ot./min. Maximální rychlost vozu byla 150 km/h. Do roku 1971 bylo vyrobeno 26 240 MG 1300.

## Současnost
Společnost MG vlastní po finančních problémech, které vyvrcholily bankrotem v roce 2005, čínská společnost Nanjing Automobile Group, kterou záhy převzal jeho větší konkurent Shanghai Automobile Industry Corporation (SAIC). Automobilka byla přejmenována na MG Motor UK a v roce 2011 zahájila výrobu zcela nového modelu MG 6 ve verzích GT (hatchback) a Magnette (sedan), které byly od dob modelu MG TF první vlastní konstrukcí automobilky MG.
Automobily MG se nyní prodávají v Číně, Chile, Kolumbii, Brazílii, Kostarice, Thajsku, Jižní Africe a ve Velké Británii přičemž dostupnost modelů závisí na daném trhu. Do března 2012 společnost SAIC investovala do společnosti MG Motor celkem 450 milionů liber. Prodej ve Velké Británii dosáhl v roce 2012 celkem 782 vozidel a v září 2013 byl ve Spojeném království uveden do prodeje nový model MG 3. Společnost MG v roce 2014 oslavila své 90. narozeniny a očekávala další oslavy díky rekordním prodejům, jelikož v roce 2014 vedla v růstu automobilového průmyslu ve Velké Británii. V roce 2014 se prodej značky MG zvýšil o 361% a to částečně díky uvedení modelu MG 3 do prodeje. Dále má v portfoliu i model MG 5 vyráběný od roku 2012, který se však prodává pouze v Číně. Další model MG 7, byl prakticky totožný s někdejším modelem Rover 75 automobilky MG Rover Group a vyráběl se od roku 2007 do ukončení v roce 2013 v Číně pro čínský trh. V květnu 2016 se představil na londýnském autosalonu model MG GS a jednalo se o vůbec první SUV vyráběné automobilkou MG v její historii. V březnu 2017 jí následoval kompaktní SUV model MG ZS.
Nicméně 23. září 2016 společnost MG oznámila, že v britském Longbridge ukončuje veškerou výrobu všech automobilů a od té doby budou všechny vozy MG dováženy do Velké Británie z Číny.
V roce 2022 pak značka v rámci své expanze oznámila oficiální vstup na český trh. Oficiálním partnerem značky se stala společnost Autobinck, která plánuje otevřít showroom MG jak v České republice, tak na Slovensku.